# DB-Baureihe 218
Die Baureihe 218 der Deutschen Bundesbahn (DB) ist eine Baureihe vierachsiger Diesellokomotiven. Über viele Jahre hinweg war sie die häufigste und wichtigste Vertreterin der westdeutschen Streckendiesellokomotiven. Sie ist auch heute noch vereinzelt auf nicht elektrifizierten Strecken der Deutschen Bahn AG sowohl im Schienenpersonenfernverkehr als auch im Schienenpersonennahverkehr sowie im Güterverkehr anzutreffen.

## Geschichte
Die Lokomotiven der Baureihe 218 sind das zuletzt entwickelte Mitglied der V-160-Lokfamilie. In ihr wurden die viele Gemeinsamkeiten aufweisenden Entwicklungen der Baureihen V 160 bis V 169 (spätere 215 bis 219) zusammengefasst. Bei der 218 wurden von der Baureihe 217 die elektrische Zugheizung übernommen, von den Prototypen der Baureihe 215 übernahm man den 1840-kW-Motor (2500 PS), der einen Hilfsdieselmotor zum Betrieb des Heizgenerators überflüssig machte. Die elektrische Zugheizung und die Wendezugsteuerung machen die Baureihe 218 zu einer universell verwendbaren Lok.
1966 bestellte die DB zunächst zwölf Vorserien-Lokomotiven, für die die Baureihenbezeichnung V 164 vorgesehen war. Ab 1968 lieferte Krupp diese Lokomotiven aus, die dann von der DB aber gemäß dem nun geltenden neuen Nummerierungssystem als Baureihe 218 in Dienst gestellt wurden. Die Serienbeschaffung (unter zusätzlicher Beteiligung von Henschel, Krauss-Maffei und MaK in Kiel) mit 398 weiteren Maschinen erfolgte von 1971 bis 1979. Hinzu kam 1975 die verunfallte 215 112, die nach ihrer Instandsetzung zur 218 399 wurde. Die Lieferung erfolgte in vier Bauserien (218 101–170, 171–298, 299–398, 400–499), zwischen denen es geringe Veränderungen gab.
Die 2500 bis 2800 PS starken B’B’-Lokomotiven erreichen 140 km/h und werden sowohl im Reise- als auch im Güterzugdienst eingesetzt. Die 218 bewährten sich im Betriebsdienst und galten bis zum Jahr 2000 noch als die wichtigsten Streckendiesellokomotiven der Deutschen Bahn. Inzwischen ist die Neubeschaffung der Dieseltriebwagenflotte weit vorangeschritten, und immer mehr lokbespannte Züge werden durch Verbrennungstriebwagen (VT) ersetzt. Im Januar 2008 waren noch circa 220 Exemplare aktiv. Die Nachfolgebaureihe 245 wurde in deutlich kleineren Stückzahlen gebaut, da die meisten bisher von der Baureihe 218 gezogenen Züge auf Dieseltriebwagen umgestellt werden oder die Einsatzstrecken elektrifiziert werden, jedoch aufgrund anhaltender Probleme bei den neuen Fahrzeugen ein zuverlässiger Einsatz bisher nicht möglich war und von der Beschaffung weiterer 245er abgesehen wurde.

## Varianten

### DB 218.9, die ehemalige DB-Baureihe 210
Die Bundesbahn stellte ab 1970 eine Serie von acht Lokomotiven der Baureihe 210 in den Dienst. Diese waren technisch weitgehend mit der Baureihe 218 identisch, konnten aber 160 km/h Höchstgeschwindigkeit fahren und hatten zur Leistungssteigerung eine Gasturbine erhalten.
Nach einem Brand in der Turbine der 210 008 am Silvestertag 1978 in Fürstenfeldbruck wurden die Turbinen zunächst stillgelegt, 1980/81 wurden die Turbinen ausgebaut und die Lokomotiven durch weitere Änderungen der Baureihe 218 angeglichen. Sie wurden so als 218 901 bis 908 in den Bestand aufgenommen.
Die umgebauten ehemaligen Gasturbinenlokomotiven blieben anfangs noch beim Bw Kempten und wurden wie die anderen Lokomotiven der Baureihe 218 eingesetzt. 1983 kamen die Lokomotiven zum Bw Braunschweig, ab 2001 nach Stendal. Zwischen den Jahren 2004 und 2006 wurden alle Lokomotiven der Baureihe 218.9 ausgemustert und später verschrottet.

### DB-Baureihe 210.4

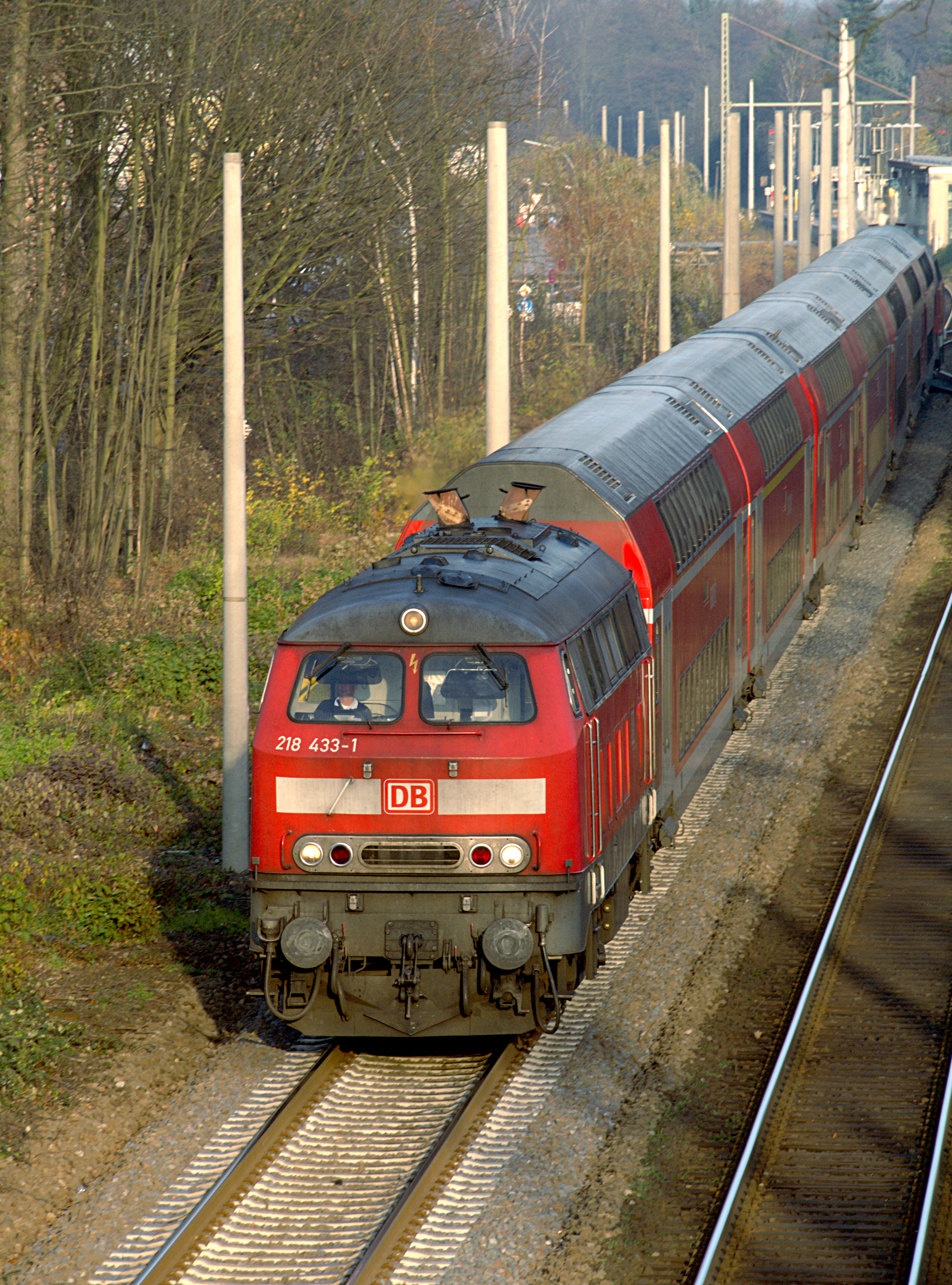
In Sandwichtraktion verkehren die Lokomotiven der DB-Baureihe 218 mit zweistöckigen Regional-Express-Zügen

Die zweite Besetzung als Baureihe 210 erfolgte bei der Deutschen Bahn AG. Im September 1996 richtete die DB eine durchgehende Intercity-Linie von München über Berlin bis Hamburg ein, in der Lokomotiven der Baureihe 120 mit Intercity-Wendezugsteuerwagen der Bauart Bimzf zum Einsatz kamen. Zwischen den Bahnhöfen Nauen und Berlin Zoologischer Garten war die Strecke allerdings nur teilweise elektrifiziert. Über diesen nicht elektrifizierten Abschnitt sollte der komplette Zug mitsamt einer Elektrolokomotive der Baureihe 120 von zwei Diesellokomotiven in Doppeltraktion geschleppt werden. Ursprünglich war sogar angedacht, die IC durchgehend von Hamburg bis Berlin mit 210-Doppeltraktion zu fahren, jedoch wurde ein solcher Einsatz durch den Baufortschritt bei der Elektrifizierung entbehrlich, so dass es nur zu einzelnen umlaufbedingten Leistungen dieser Art kam.
Es wurden dazu im September 1996 zwölf Lokomotiven der Baureihe 218 mit 2800-PS-Motoren des Standorts Lübeck ausgesucht, die in besonders gutem Zustand waren (218 430 bis 434 und 218 456 bis 462). Bei ihnen wurden verstärkte Gelenkwellen eingebaut und somit eine Zulassung für 160 km/h Höchstgeschwindigkeit ermöglicht. Das Profil der Radreifen wurde verändert, um den Sinuslauf der Lok bei höheren Geschwindigkeiten einzudämmen. Die Übersetzung des Getriebes blieb unverändert, der Wandler II wurde nun voll ausgefahren, jedoch wurden die Schutzvorrichtungen gegen Überdrehzahl angepasst. Die Loks bekamen anhand der damals gültigen Regeln, die zusätzliche Bremsanschrift R+H160 160t für das Anrechnen der hydrodynamischen Bremse. Bislang war es die einzige Baureihe mit dieser Bremsleistung. Zusätzlich wurden ein anderer Geber für den Tacho und geänderte Tachos in den Führerständen eingebaut. Ein Tausch der I-60-Zugbeeinflussungseinrichtungen gegen zeit- und wegabhängige der Bauart I 60 R konnte in der kurzen Zeit nicht mehr stattfinden, sodass Fahrten mit über 140 km/h, einen zusätzlichen Triebfahrzeugbegleiter erforderten. Darüber hinaus wurde lediglich die Baureihenbezeichnung von 218 in 210 geändert, die Ordnungsnummern blieben erhalten. Nachdem die Fahrdrahtlücke zwischen Nauen und Berlin geschlossen worden war, wurden die Lokomotiven noch eine Zeit lang weiter rund um Lübeck mit ihrer 160-km/h-Zulassung in normalen 218er-Umlaufplänen betrieben. Zum 31. Dezember 1998 wurden alle Lokomotiven zurückgebaut und erhielten ihre alte Bezeichnung zurück. Alle diese zur Baureihe 218 zurückgezeichneten Lokomotiven waren vereinzelt noch bei der DB oder privaten EVU im Einsatz.

### DB-Baureihe 218.8

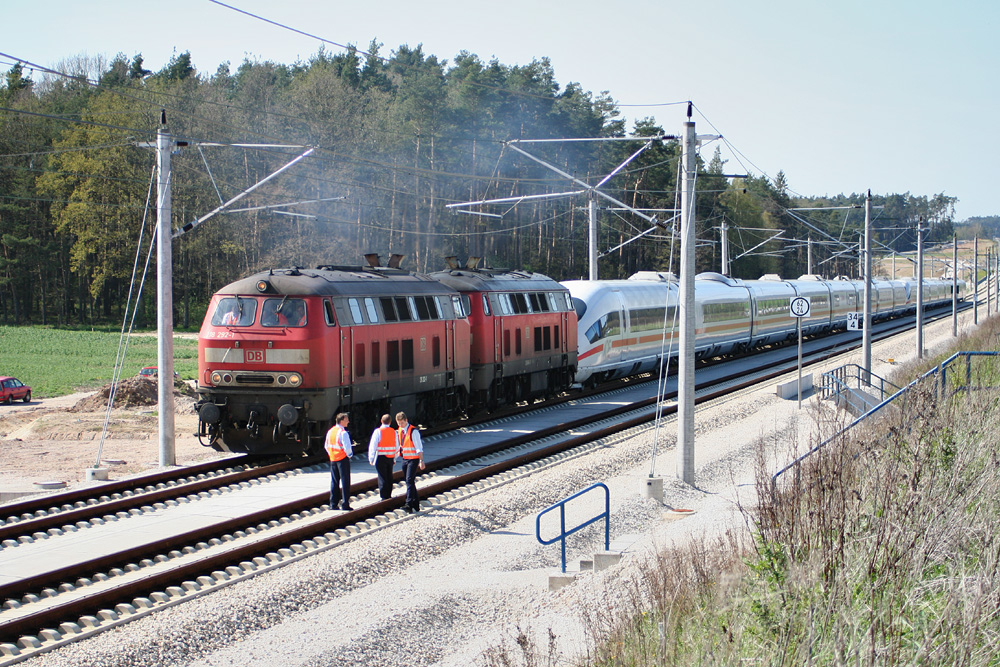
Zwei Lokomotiven der Baureihe 218 schleppen in Doppeltraktion eine ICE-3-Doppeltraktion auf der Schnellfahrstrecke Nürnberg–Ingolstadt ab

Einige 218er wurden zu Schlepplokomotiven für liegengebliebene oder schadfällig gewordene ICE-Züge auf den Schnellfahrstrecken Köln–Rhein/Main und Nürnberg–Ingolstadt umgebaut. Diese Lokomotiven erhielten die Baureihenbezeichnung 218.8, was sie von ihren Regio-Schwestermaschinen unterscheiden soll. Einige dieser Lokomotiven wurden für Schleppzwecke mit Übergangskupplungen Typ Scharfenberg ausgerüstet. 218 191 bis 2018 und 218 486 aktuell, werden im Bereich der S-Bahn Stuttgart für Schlepp- und Rangierarbeiten eingesetzt. 218 228 diente bis zur Ausmusterung im Jahr 2006 als Abschlepplokomotive im Bereich der S-Bahn Rhein-Main. Im Jahr 2013 diente 218 102 bis zur Ausmusterung im selben Jahr als Abschlepplokomotive der S-Bahn Rhein-Main. 218 474 wurde bei der S-Bahn Hamburg als Schlepplokomotive in Bestand übernommen und Ende April 2020 abgestellt und nach Engelsdorf überführt.
Insgesamt wurden bisher 15 Lokomotiven im Ausbesserungswerk Bremen-Sebaldsbrück (AW Bremen) zur 218.8 umgebaut, die auch in Doppeltraktion zum Einsatz kommen. Die im S-Bahnbereich eingesetzte, nicht umgenummerte Abschlepplokomotive 218 486 ist in Plochingen beheimatet.
Die 15 Lokomotiven der Baureihe 218.8 teilen sich auf die Betriebshöfe Frankfurt am Main (neun Lokomotiven) und Berlin-Rummelsburg (sechs Lokomotiven) auf. Die Lokomotiven werden an Knotenpunkten des Fernverkehrsnetzes bereitgehalten.

### DB-Baureihe 225.8
Sieben zum Geschäftsbereich der DB Cargo übertragene Vorserienmaschinen erhielten die Baureihenbezeichnung 225.8. Diese wurden inzwischen ausgemustert.

### Farbvarianten

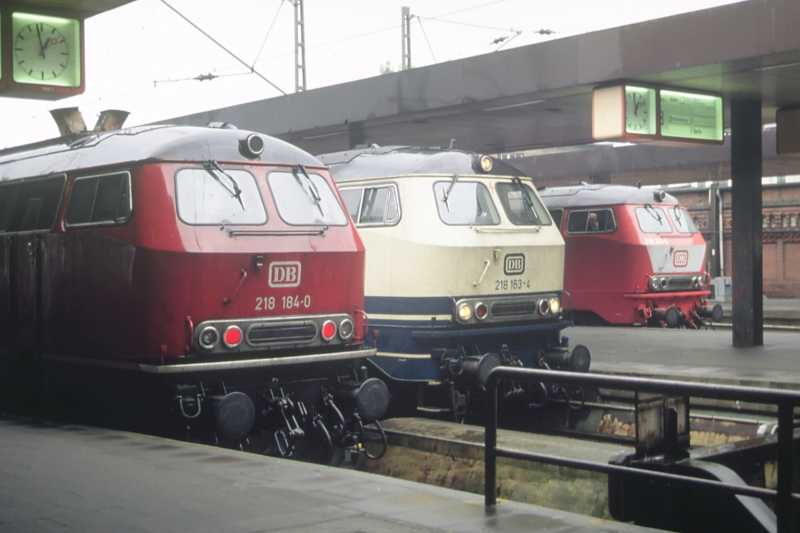
218 in Purpurrot, Ozeanblau/Elfenbein und Orientrot, 1990 in Hamburg-Altona

Die Baureihe 218 hat zahlreiche Farbvarianten durchwandert. Die ersten 218er-Lokomotiven wurden noch in der für Diesellokomotiven üblichen Farbgebung in Purpurrot (RAL 3004) geliefert. Mit 218 217-8 und 218 218-6 wurden dann 1974 die ersten Versuchsträger für eine neue Farbgeneration vorgestellt: 218 218 wurde Anfang 1974 die erste Lokomotive der Bundesbahn in der neuen ozeanblau/elfenbeinfarbenen Lackierung. 218 217 erhielt einen daran angelehnten Versuchsanstrich in den TEE-Farben Purpurrot/Elfenbein (RAL 1001). Fortan wurde Ozeanblau (RAL 5020)/elfenbein zur neuen Standardfarbe für die 218, während die 218 217-8 in Purpurrot/Elfenbein ein Einzelstück blieb und im Jahr 2002 umlackiert wurde. 2010 wurde 218 105-5 in Anlehnung an 218 217-8 purpurrot/elfenbein lackiert, seit 2016 gehört sie der Eisenbahnbetriebsgesellschaft Neckar-Schwarzwald-Alb.
Erst Anfang des neuen Jahrtausends wurde mit der 753 001 (ex 217 001) eine zweite Lokomotive der V-160-Familie in Purpurrot/Elfenbein lackiert. Wenig später erhielt die ebenfalls für DB Systemtechnik fahrende 753 002 (ex 217 002) auch die purpurrot/elfenbeinfarbene Lackierung. Seit Dezember 2006 wurde wegen eingeschränkter Nutzungsmöglichkeit 753 002 an die Güterverkehrssparte der Bahn zurückgegeben, als 217 002 lief sie in Mühldorf. Anschließend gelangte sie nach Nürnberg zum BahnTouristikExpress (BTE) und verkehrt nun im Raum Aschersleben für die A.V.G. Ascherslebener Verkehrsgesellschaft.
Letzte Vertreterin in originaler ozeanblau/elfenbeinfarbener Lackierung war 218 320 von DB AutoZug. Sie trug noch abweichend von der späteren Regelfarbgebung kein graues, sondern ein teilweise blau lackiertes Dach. Bei ihrer Abnahme waren 218 315–339, 353–360, 376–405, 435, 436 und 463–466 mit einem ozeanblau lackiertem Dach versehen. Ab circa Juli 1976 wurden die Dächer der neu gelieferten Lokomotiven grau lackiert, da durch die Verschmutzung von der blauen Farbe bald nichts mehr zu sehen war. Die Lokomotiven 218 460 (Conny) und 218 446 besitzen nach ihrer Aufarbeitung in 2016 und 2020 bei DB Regio Bayern Kempten jetzt wieder einen ozeanblau/elfenbeinfarbenen Anstrich.
Für das Projekt City-Bahn auf der Strecke Köln – Gummersbach (Aggertalbahn) wurden 1984 zehn Lokomotiven des Betriebswerks Hagen passend zum Wagenzug in Reinorange (RAL 2004) mit kieselgrauer unterer Seitenwand umlackiert, entsprechend der sogenannten Pop-Lackierung aus den frühen 1970er-Jahren. Nach Ende der City-Bahn-Erprobungsphase behielten sie noch bis in die 1990er-Jahre diesen Anstrich und wurden dann nach und nach im Rahmen ihrer Hauptuntersuchungen in das Ende 1987 eingeführte orientrote Farbschema (RAL 3031) mit weißem Lätzchen umgespritzt, zuletzt 218 135 im November 1996. Im September 2021 wurde 218 117-0 für die NeSA (Eisenbahnbetriebsgesellschaft Neckar-Schwarzwald-Alb) in Citybahn-Gestaltung lackiert.
Die letzte 218 im orientroten Farbschema war 218 156, die am 24. Januar 2009 ihre letzte Fahrt vor dem IC 118 (Innsbruck – Münster) im Abschnitt von Lindau (Bodensee) über Friedrichshafen nach Ulm absolvierte. Da 218 156 am 25. Januar 2009 Fristablauf hatte und nicht wieder aufgearbeitet wurde, verschwand mit dieser Lokomotive das orientrote Farbschema der Baureihe 218 von deutschen Schienen.
Erst im Jahr 2018 kehrte diese Lackierung durch das private Eisenbahnverkehrsunternehmen Railsystems in Form von 218 402 zurück, mittlerweile besitzt Railsystems mit 218 319 und 218 376 zweite weitere orientrote Loks. Inzwischen kehrte auch diese Lackierung bei einer 218 der Deutschen Bahn zurück: 218 406 von DB Regio Bayern Kempten ist seit September 2023 erstmals in orientrot im Einsatz.
Die noch verbliebenen Lokomotiven der Baureihe 218 sind inzwischen fast durchwegs im aktuellen verkehrsroten (RAL 3020) Farbschema anzutreffen.

#### Besondere Farbgebungen

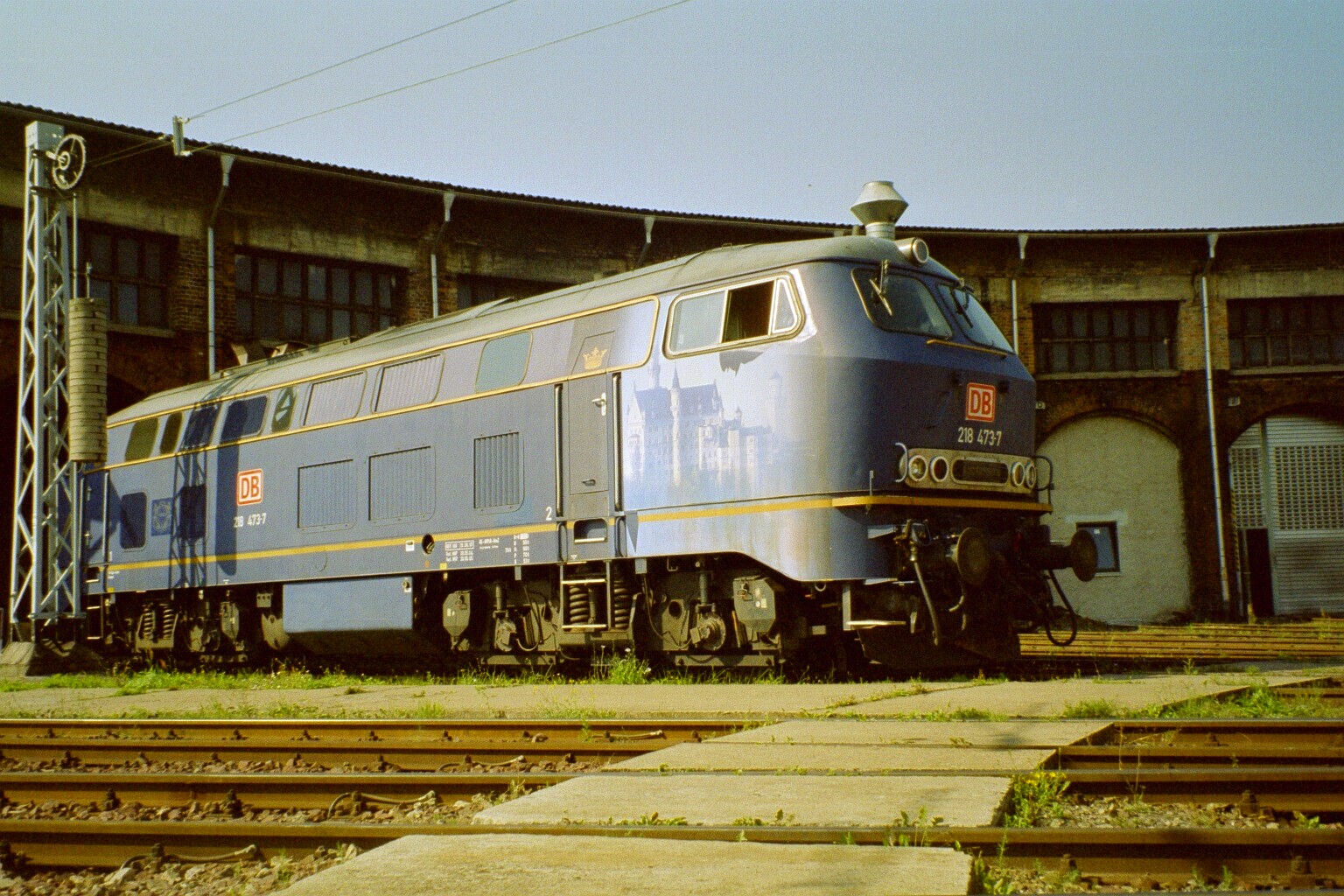
218 473-7 in der „König-Ludwig“-Farbgebung
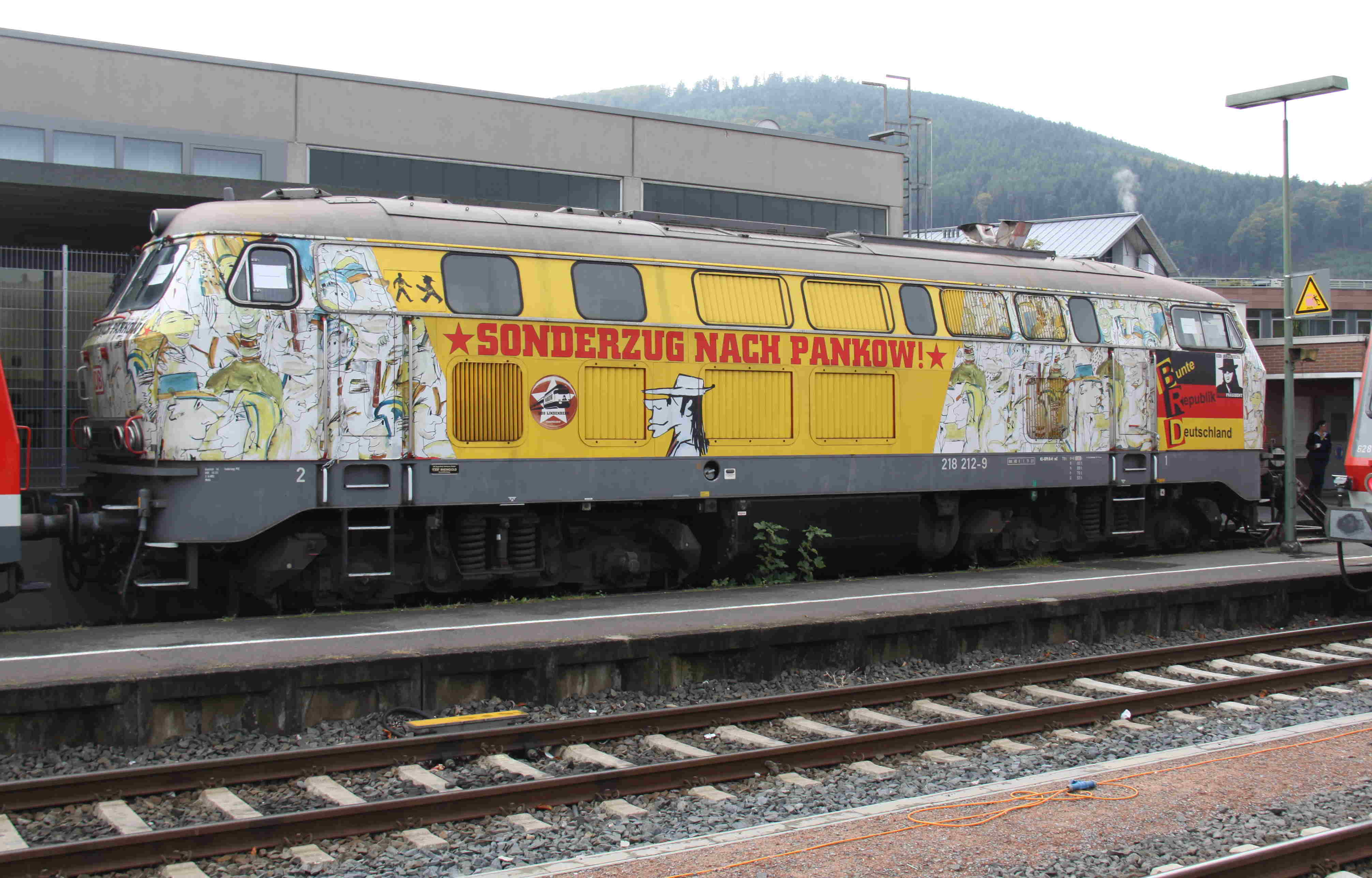
218 212-9 „Sonderzug nach Pankow“
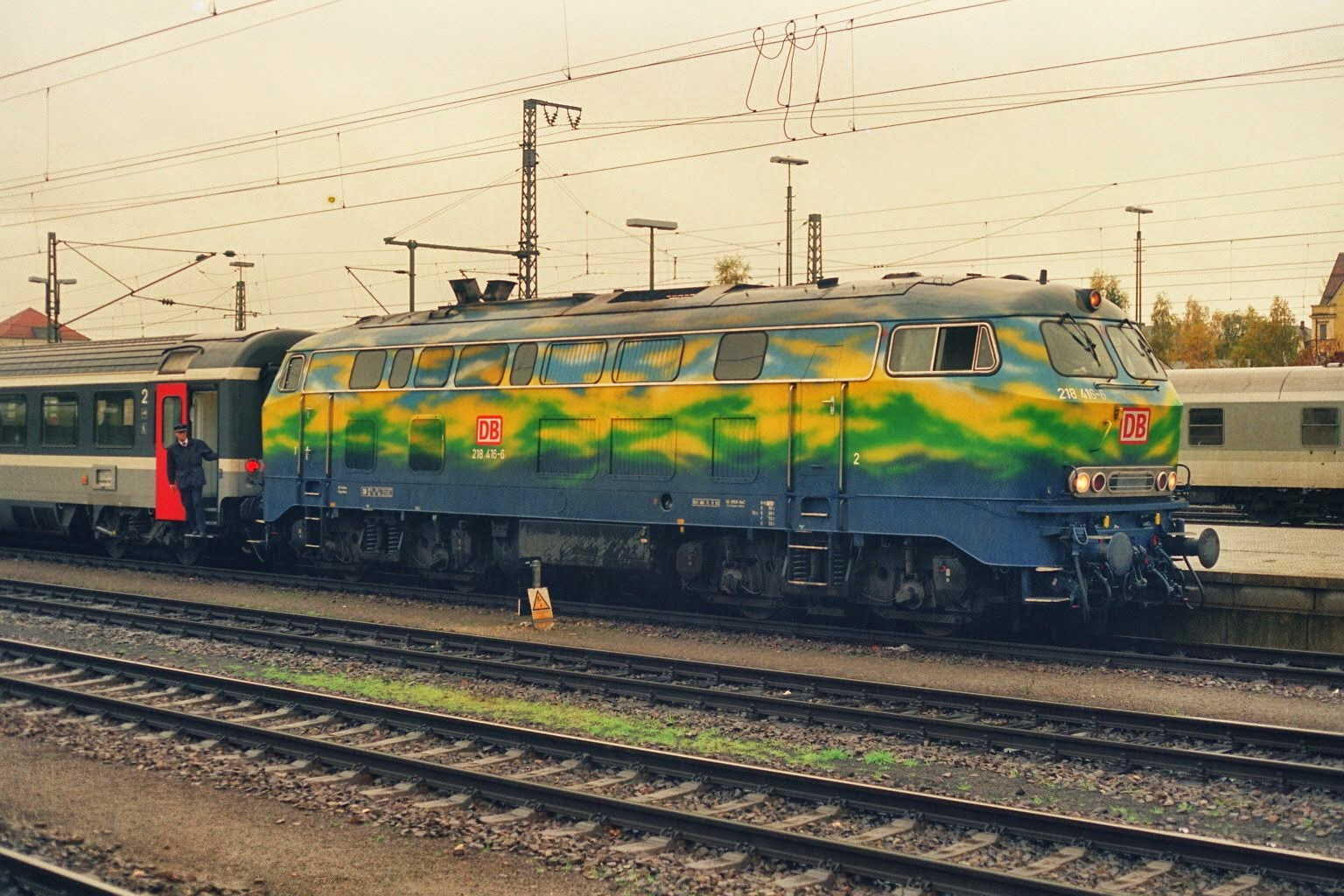
218 416-6 in den Farben des DB-Touristikzuges

- 218 473 fuhr bis April 2005 vier Jahre lang in einer vom Modellbahnhersteller Märklin gesponserten dunkelblauen „König-Ludwig“-Lackierung.
- 218 418 besaß bis Ende 2006 eine Lackierung in den Farben des DB-Touristikzuges, die auch 218 416 bis Oktober 2000 getragen hat, inzwischen wurde sie jedoch im Rahmen einer Hauptuntersuchung im Ausbesserungswerk Bremen ebenfalls in das verkehrsrote Farbschema umlackiert.

- 218 212 ist Museumslokomotive, trägt seit Oktober 2003 einen gelb-weißen Anstrich „Sonderzug nach Pankow“ und ist seit Dezember 2014 im Bahnhof Amorbach neben der Nostalgie-Bahnhofs-Gaststätte „Gleis 1“ abgestellt.

- 218 341 von DB-Fernverkehr wurde Anfang 2024 nach Vorbild der IC2-Loks der Baureihe 147 in den IC-Farben lackiert.

## Aufbau und Ausrüstung

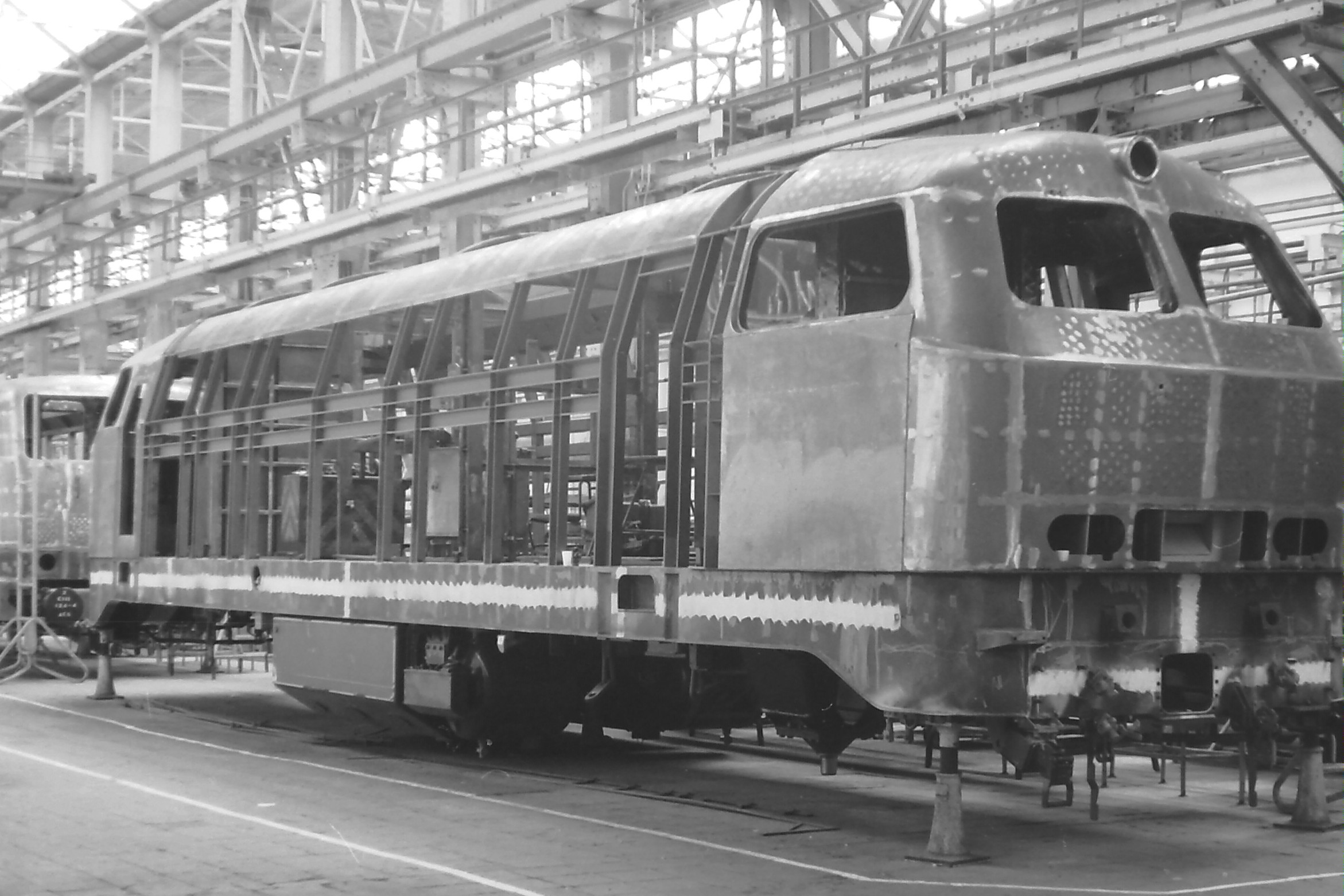
Bau einer 218, ausgestellt von Krupp am Tag der offenen Tür am 2. September 1978

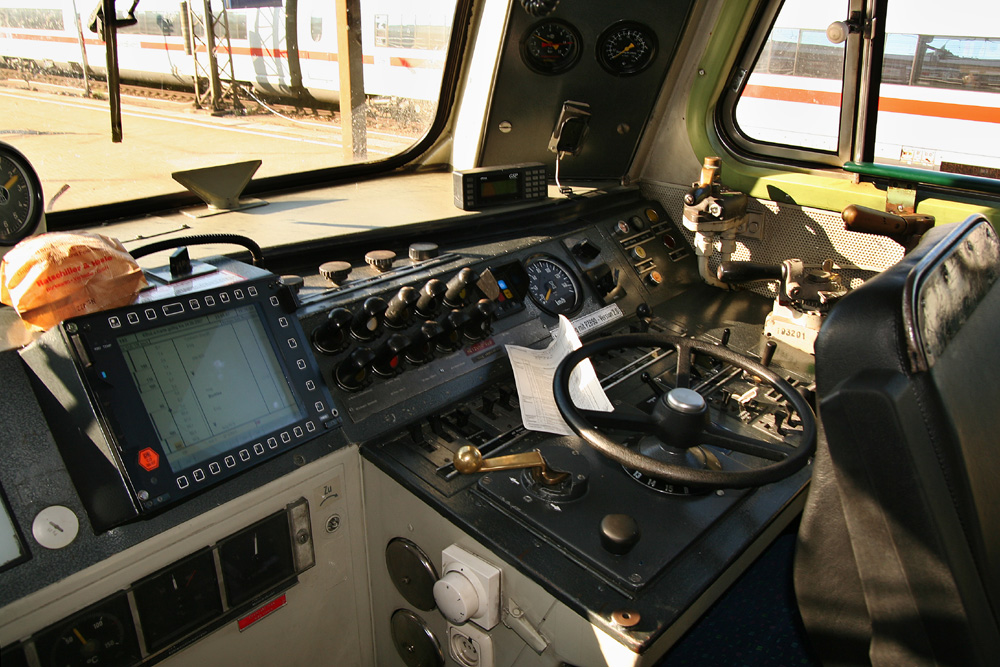
Der Führerstand einer Lokomotive der Baureihe 218

Motor und Getriebe sind elastisch im Rahmen gelagert. Der Rahmen stützt sich über je vier Schraubenfedern pro Drehgestell und Seite auf die Drehgestelle ab. Ab 218 299 wurden dabei Flexicoil-Federn verwendet, die eine gleitstücklose Bewegung der Drehgestelle ermöglichen (Atlas-MaK-Drehgestelle). Zug- und Bremskräfte werden über tiefliegende Querträger mit Drehzapfen übertragen. Die Aufbauten sind in Schalenbauweise aus Blechen und Profilstahl gefertigt. Zwischen den beiden Endführerständen verlaufen zwei Seitengänge.
Der Antrieb erfolgt über sehr lange Gelenkwellen von einem zentral liegenden Strömungsgetriebe mit Wendegetriebe. Dieses Getriebe ist mit zwei Drehmomentwandlern ausgerüstet. Die Schaltung von Wandler I auf Wandler II erfolgt automatisch und ohne Zugkraftunterbrechung. Außerdem ist das Getriebe mit zwei Geschwindigkeitsstufen ausgerüstet. Die kleine Geschwindigkeitsstufe (Langsamgang) ermöglicht höhere Zugkräfte, allerdings eine niedrigere Endgeschwindigkeit von 100 km/h, die große Geschwindigkeitsstufe (Schnellgang) erlaubt die höhere Höchstgeschwindigkeit von 140 km/h, jedoch mit niedrigeren Zugkräften. Die Umschaltung von Langsam- auf Schnellgang erfolgt ausschließlich bei stehender Lokomotive. Zudem sind die Serienlokomotiven mit einer verschleißfreien hydraulischen Bremse ausgerüstet.
Im Laufe der Zeit wurden verschiedene Dieselmotoren als Antrieb eingesetzt: Die ersten Serien erhielten den MTU MA 12V 956 TB10 mit 2500 PS. Um den bei diesen Motoren eintretenden Zugkrafteinbruch bei voller Heizleistung zu umgehen, wurden bei späteren Maschinen einige von KHD in Lizenz gebaute französische Pielstick 16 PA4 V200 mit rund 2700 PS eingebaut. MTU zog nach und entwickelte aus dem TB10 den 2800 PS leistenden stärkeren TB11, der in weit mehr als der Hälfte aller 218 zum Einbau kam. Durch schlechte Abgas-Werte und fortschreitenden Verschleiß der Motoren sah sich der Betreiber in den letzten Jahren zu einem umfassenden Modernisierungsprogramm gezwungen. Zunächst wurden etliche TB11-Motoren mit einem Umrüstsatz abgasoptimiert. Weiterhin wurden mehrere diesem Stand entsprechende TB11-Motoren neubeschafft, die zudem über ein elektronisches Motormanagement verfügen. Parallel wurden auch gänzlich neue Motoren erprobt, was letzten Endes zur Beschaffung zahlreicher 16V 4000 R40/R41 von MTU führte. Außerdem wurden in drei Lokomotiven (218 329, 330 und 339) Motoren der Firma Caterpillar eingebaut. Durch den Zuwachs an Motoren wurde die Bestückung der Lokomotiven kräftig durchmischt. Inzwischen gibt es nur noch den MTU 4000 sowie neue oder abgasoptimierte TB11.
Unterschiede in der Ausrüstung bestehen auch bei den verwendeten Kühlsystemen. Am häufigsten ist die A-Form des Herstellers Behr zu finden, diese wurde in den ersten drei Bauserien der Baureihe 218 verbaut. Die Lamellen werden hydraulisch geöffnet und auch die Lüftermotoren sind ölbetrieben. Die später verwendete V-Form, größtenteils verbaut bei der Serie 218.4, nutzt nur einen Lüftermotor und ist durch ein großes Kühlergitter anstelle der Jalousien auf dem Dach erkennbar. Die seltenste Variante stellt das Kühlsystem der Firma Voith dar, dessen Dachjalousien sind längs statt quer angeordnet und dadurch optisch sehr leicht differenzierbar. Die Dachjalousien öffnen hier alleine durch den Luftdruck der über Keilriemen von einem Nebenabtrieb des Strömungsgetriebes angetriebenen Lüfter. Die Regelung der Lüfterdrehzahlen erfolgt durch füllungsgeregelte Strömungskupplungen in den Lüfternaben.
Ab 1981 wurden die Lokomotiven mit zusätzlichen Abgashutzen auf dem Dach ausgerüstet, um die Abgase an der Fahrleitung vorbeizuleiten und so deren Verschmutzung zu verringern, die durch Abgasklappen in den Hutzen erhöhte Austrittsgeschwindigkeit sollte zudem die Belästigung der Fahrgäste durch Abgase verringern. Die Anordnung der Hutzen ist ein Hinweis auf den in der Lokomotive eingebauten Motor: Lokomotiven mit Zwölfzylindermotor (TB10/TB11) haben entsprechend der einseitig am Motor angebrachten Abgasanlage nebeneinander angeordnete Hutzen, bei Sechzehnzylindermotoren (Pielstick, MTU 4000) mit Abgasanlagen an beiden Motorseiten sind die Hutzen versetzt angebracht.
Die technische Ausrüstung der Lokomotiven ist inzwischen nicht mehr einheitlich. Die Indusi ist gewöhnlich eine Lorenz-Indusi I 60, die mittels nachgerüstetem Rechner inzwischen die PZB-90-Funktionalität erfüllt. Zusätzlich zur ursprünglichen 36-poligen Wendezugsteuerung wurden zahlreiche Lokomotiven (218 101 - 107, 111, 307, 321, 322, 355, 400 - 429, 431 - 440, 442 - 458, 463, 465, 466, 496 - 498) mit der Zeitmultiplexen Wendezugsteuerung/Doppeltraktionssteuerung (ZWS/ZDS) und Frequenzmultiplexer Zugsteuerung (FMZ) nachgerüstet, dazu kommt das Türblockierungssystem TB0 (Türblockierung ab 0 km/h) und ein Mikrofon für Durchsagen des Lokführers in den Zug. Teilweise ist ein Hilfsfahrschalter unter dem linken Fenster und ein Bediengerät für elektronische Fahrgastinformationssysteme vorhanden.
Die zentrale Energieversorgung erfolgte ursprünglich mit einem einfachen Hüllkurvenumrichter, der nur begrenzt mit Blindströmen zurechtkommt. Später wurde teilweise ein GTO-Thyristorumrichter mit Gleichstromzwischenkreis eingebaut. Der GTO-Umrichter kann auch Blindleistungen verarbeiten, aber die Ersatzteilversorgung durch Siemens ist nicht mehr gesichert. Der Hüllkurvenumrichter muss mit 22,5 Hz laufen, weil der Betrieb mit 16 2/3 Hz Störungen in den mit 50 Hz betriebenen, streckenseitigen Anlagen erzeugt. 16 2/3 Hz sind genau ein Drittel von 50 Hz, so dass es zu Resonanzschwingungen und Wechselwirkungen kommen kann.
Seit dem Jahr 2000 wurde ein Teil der mit ZWS-Steuerung ausgerüsteten Lokomotiven zusätzlich mit einer frequenzmultiplen Zugsteuerung nachgerüstet, so dass bei entsprechend ausgerüsteten Wagen (zum Beispiel Doppelstockwagen oder Wittenberger Steuerwagen mit seitenselektiver Türfreigabe) per Abfertigungsverfahren SAT und TAV abgefertigt werden kann. Inzwischen wurden alle weiter betriebenen Fahrzeuge auf digitalen Zugfunk GSM-R umgerüstet.
Auch für die Baureihe 218 gibt es automatische Bremsgestängesteller. Einige der Lokomotiven verfügen bei der Drucklufterzeugungsanlage über eine Lufttrocknungsanlage, die das bei der Luftverdichtung entstehende Kondensat auffängt und der Luftanlage somit getrocknete Luft liefert.
Auf Nebenbahnen mit Läutetafeln eingesetzte Lokomotiven verfügten über ein Läutewerk, es war in der Front unter dem Umlauf angebracht.

## Einsatz

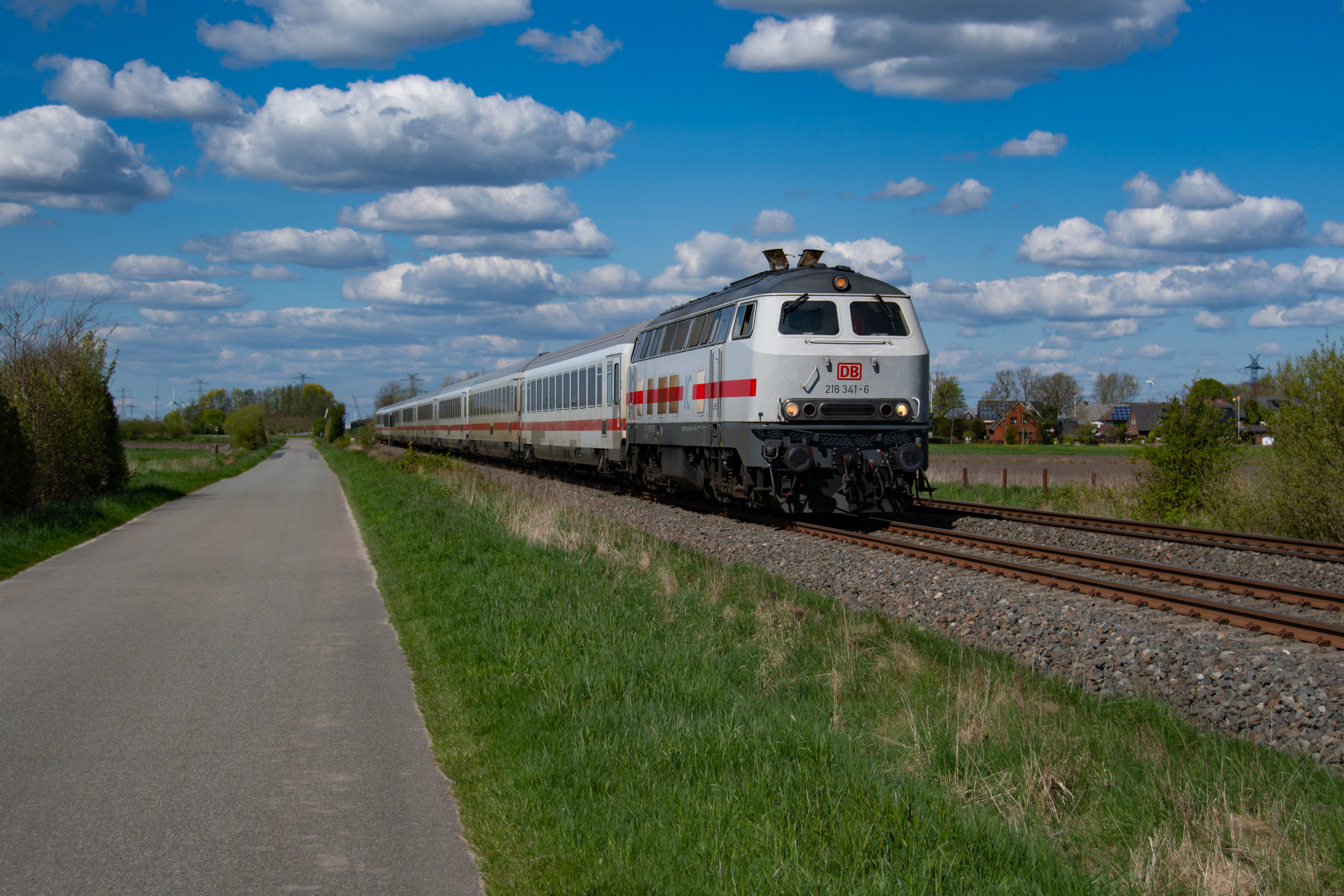
Eine Lokomotive der Baureihe 218 zieht einen IC von Sylt nach Itzehoe

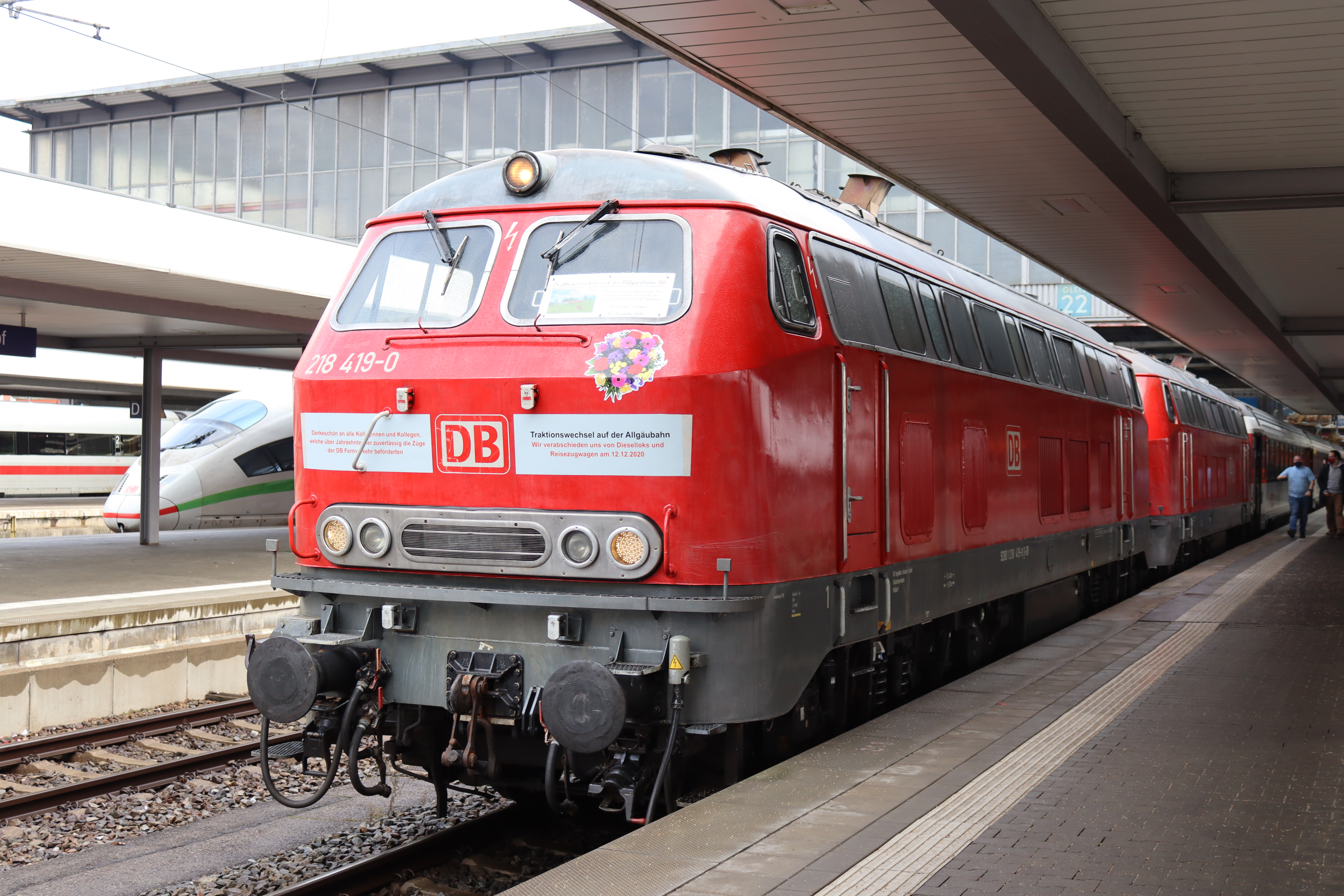
218 419-0 mit Sonderbeklebung am 12. Dezember 2020, dem Tag des Traktionswechsels des EC 193 (München–Zürich–Basel), im Münchner Hbf

Die Baureihe 218 war die leistungsstärkste von der Deutschen Bundesbahn in hohen Stückzahlen beschaffte Diesellok. Die Anschaffung noch größerer Diesellokomotiven unterblieb, da eine weitere Elektrifizierung der Hauptbahnen beabsichtigt war. Für schwere Dienste oberhalb der Leistungsgrenze der Baureihe 218 war vorgesehen, diese in Mehrfachtraktion einzusetzen. Zudem war eine relativ genaue Leistungsabstimmung dadurch möglich, da fast alle Streckendiesellokomotiven der Deutschen Bundesbahn – im Gegensatz zu denen der Deutschen Reichsbahn aus der damaligen DDR – doppeltraktionsfähig waren. Dies gilt auch für Lokomotiven anderer Bauarten (wie 211, 212, 213, 215, 216 und 217), mit denen die Baureihe 218 zusammen betrieben werden konnte.
Die Einsatzgebiete der Baureihe 218 wurden durch ihre Steilstreckentauglichkeit mit Langsamfahrgang und die hohe Endgeschwindigkeit von 140 km/h bestimmt. Nachteilig ist die lange Übersetzung des Getriebes und die geringe übertragene Leistung von im Durchschnitt nur 1360 kW. Mit mehr als drei Wagen am Haken wird die Beschleunigung recht gering, und die relativ hohe Endgeschwindigkeit kann bei kurzem Haltestellenabstand nicht genutzt werden.
Beginnend mit der Wiedervereinigung gingen besonders nach der Zusammenlegung der beiden deutschen Staatsbahnen zur Deutschen Bahn AG der Bedarf an Lokomotiven zurück, die von der ehemaligen Deutschen Reichsbahn stammten. Besonders in Intercity-Dieseldiensten wurden Lokomotiven der Baureihen 232 und 234 aus Beständen der ehemaligen Deutschen Reichsbahn verwendet.
Mit dem Wegfall der Zuggattung Interregio verschob sich das Einsatzfeld vom Fernverkehr zu Regional-Express-Zügen. Allerdings ist die 218 noch in einzelnen Intercity- und EuroCity-Diensten, wie auf der Marschbahn Hamburg – Sylt sowie zuvor auf der Südbahn Lindau – Ulm (bis Dezember 2021) und München – Lindau (bis Dezember 2020) zu finden, wo sie durch die jeweiligen Elektrifizierungen der Strecke obsolet wurde.
Diesellokomotiven der Baureihe 218 sind 2022 in folgenden Betriebswerken stationiert:

### Stationierung mit Planleistungen
Mühldorf am Inn
Regio Bayern
- RE 2 im Abschnitt Hof – Regensburg (– München Hbf) (in Regensburg Traktionswechsel von/zu E-Loks)

Südostbayernbahn
- RE 4 Simbach (Inn) – Mühldorf (– München Hbf)
- RB 40 Mühldorf – München Hbf (oft in Doppeltraktion)
- RB 45 Landshut Hbf – Mühldorf – Salzburg Hbf

Die Südostbayernbahn setzt auf diesen Routen jedoch regulär zusätzlich auch die Baureihe 245 ein.
Niebüll
- IC 26 / 27 / 30 im Abschnitt Westerland/Sylt – Itzehoe (teilweise in Doppeltraktion, in Itzehoe Traktionswechsel von/zu E-Loks; regelmäßig auch Einsatz von 245)
- Syltshuttle (teilweise Einsatz von 218)

Husum
DB Regio Nord
- RE 6 Westerland/Sylt – Hamburg-Altona (aufgrund anhaltender technischer Störungen mit der Baureihe 245 und Baureihe 246 wird teilweise ein Umlauf mit 218 + Dosto gefahren)

Kempten
- IC 24 im Abschnitt Augsburg Hbf – Buchloe – Oberstdorf (in Augsburg Traktionswechsel von/zu E-Loks)
- IC 32 im Abschnitt Stuttgart Hbf – Ulm Hbf – Oberstdorf (in Doppeltraktion, in Stuttgart bei Weiterfahrt Traktionswechsel von/zu E-Loks)

Ludwigshafen
- RE6 (Kaiserslautern - ) Neustadt (Weinstr.) - Karlsruhe Hbf (Stand Juni 2025: Ein Umlauf mit 218 + 3x DoSto; Einsatzende vrsl. am 13.06.25)

#### Sylt-Shuttle-Autotransportzüge

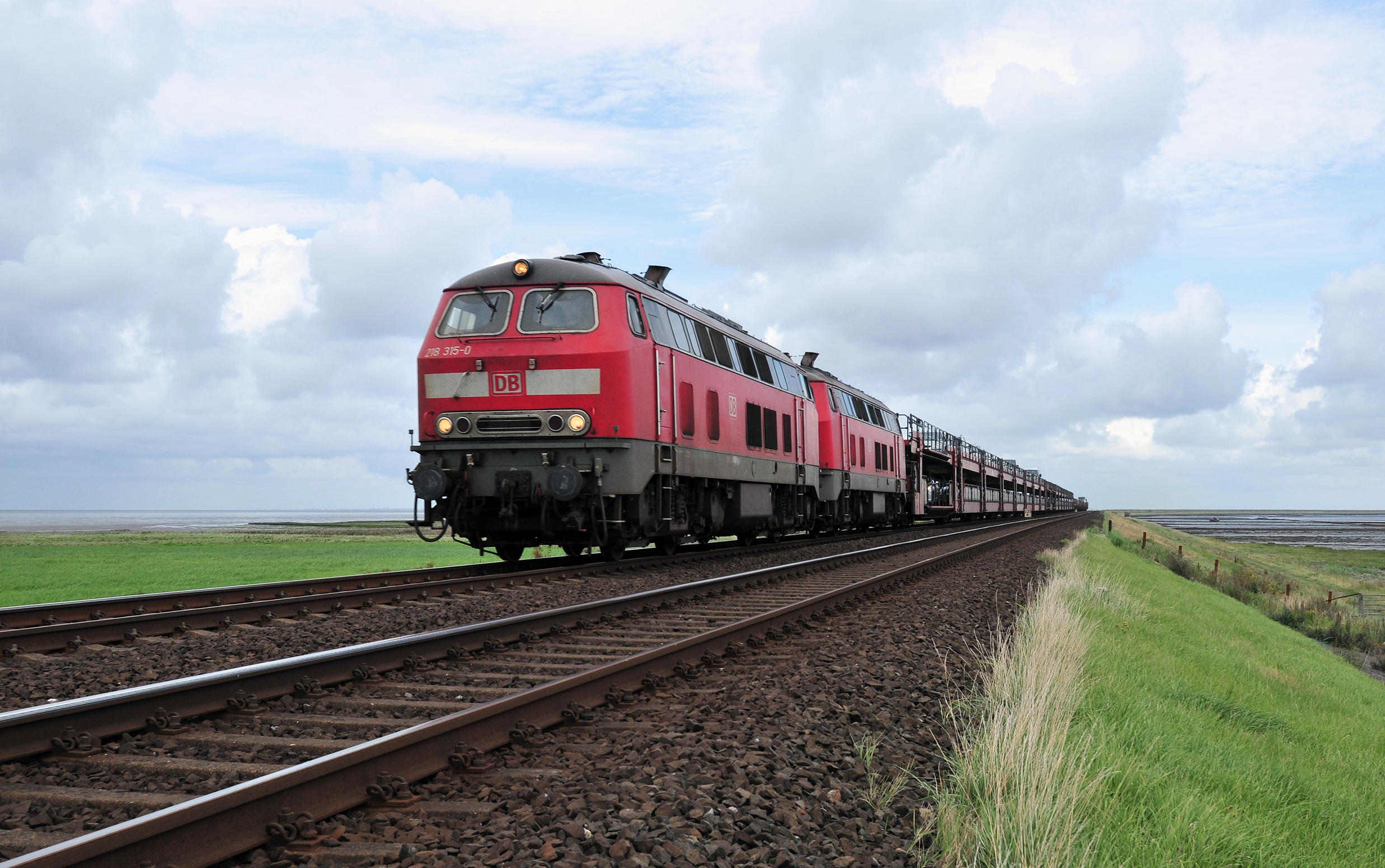
Der Hindenburgdamm mit dem Sylt Shuttle, der von 218 315-0 und einer zweiten 218 gezogen wird

Ein etwas ausgefallenes Einsatzfeld ist der Einsatz im Autozugverkehr des Sylt Shuttle auf der Relation Niebüll – Westerland/Sylt. In Doppeltraktion befördert die Baureihe 218 täglich etwa 50-mal die doppelstöckigen Autotransportzüge samt Insassen in ungefähr 35 Minuten über den Hindenburgdamm auf die Insel Sylt. Damit werden jedes Jahr circa 460.000 Personenkraftwagen und Lastkraftwagen transportiert.
Zwischen 2003 und 2008 wurde für diese Aufgabe ausschließlich die Baureihe 215.9 eingesetzt, es gab allerdings eine Vielzahl von Anwohnerbeschwerden wegen des Dröhnens der Maschinen, außerdem war trotz Doppeltraktion die Leistung nicht ausreichend. Durch die Übernahme des Regionalverkehrs Hamburg – Westerland auf der Marschbahn durch die Nord-Ostsee-Bahn in 2005 hatte die DB dann eine Vielzahl der Baureihe 218 frei, von denen einige an den Sylt Shuttle übergeben wurden. Weitere Maschinen der Br218 stehen in Niebüll auf dem Abstellgleis und warten auf eine anderweitige Verwendung.
Seit Ende 2015 wurde dieser Autozugverkehr auch von neuausgelieferten Lokomotiven der Baureihe 245 durchgeführt, allerdings wird wegen anhaltender technischer Probleme mit diesem Loktyp seit 2018 wieder vermehrt die Baureihe 218 eingesetzt.

### Stationierung ohne Planleistungen
- Berlin-Rummelsburg: sechs 218.8 als Abschlepploks für DB Fernverkehr
- Frankfurt am Main: neun 218.8 als Abschlepploks für DB Fernverkehr
- Hamburg-Ohlsdorf: 218 494 (ehem. 218 474, wegen Fristablauf abgestellt) als Abschlepplok für die S-Bahn Hamburg
- Hannover: eine 218.8 als Abschlepplok für DB Fernverkehr
- Plochingen: 218 486 (ehem. 218 191, verkauft an MZE) als Abschlepplok für die S-Bahn Stuttgart
- Stuttgart: zwei 218.8 als Abschlepploks für DB Fernverkehr

## Einsatzgeschichte

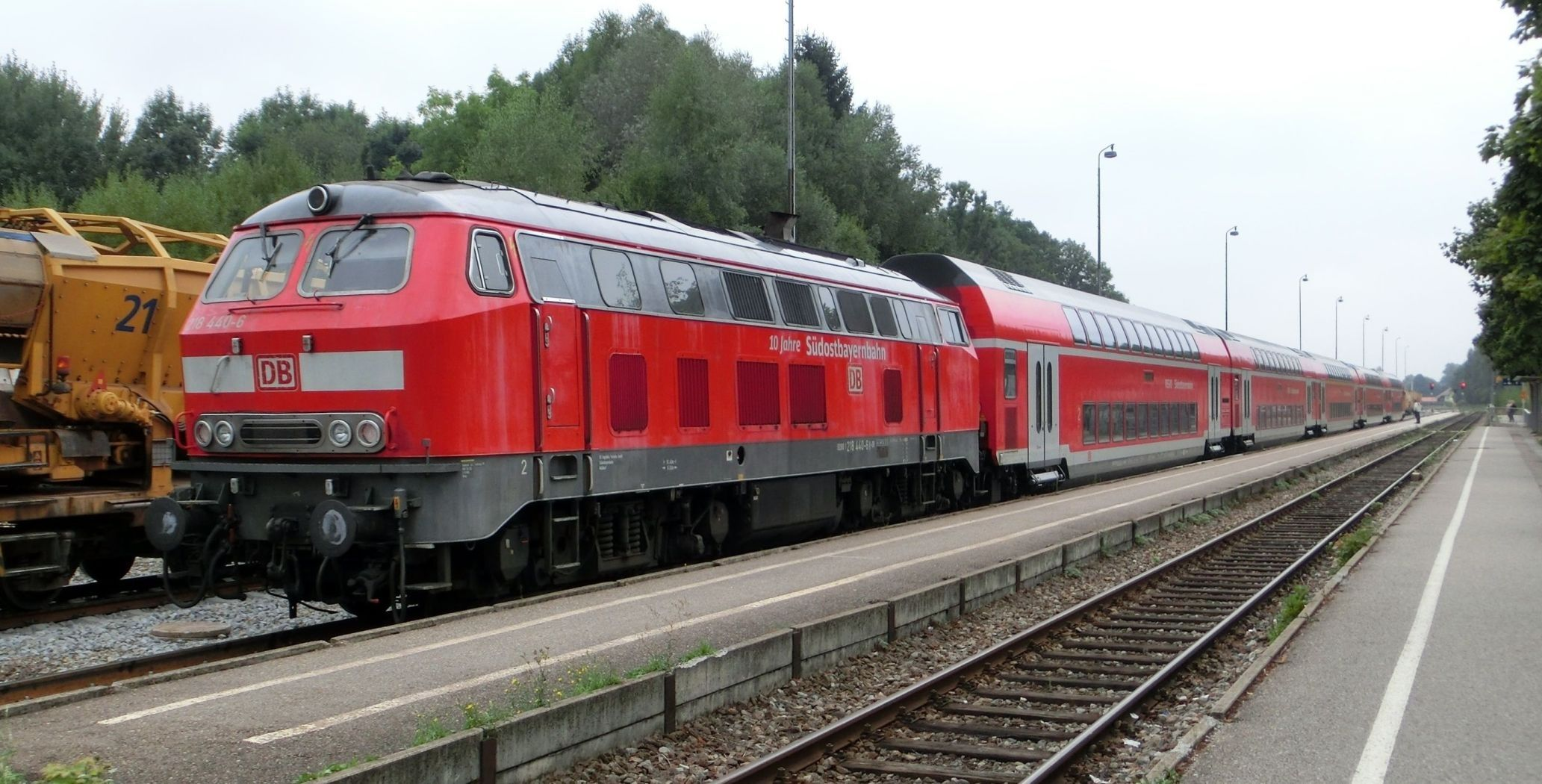
218 440-6 der Südostbayernbahn

Die Baureihe 218 ist eine Konstruktion auf dem Stand der Technik von 1968. Mit einer relativ hohen Endgeschwindigkeit von 140 km/h bewährten sich die Lokomotiven sowohl vor dem Trans-Europ-Express Bavaria als auch vor Güterzügen.
Das Haupteinsatzgebiet verschob sich aber mehr und mehr zum Nahverkehr, z. B. mit n-Wagen, vor denen sie noch lange Zeit anzutreffen waren. Nach der Auflösung der DDR konnten zahlreiche Leistungsgewinne auf nicht elektrifizierten Strecken im Gebiet der ehemaligen Deutschen Reichsbahn verzeichnet werden. Recht bald danach begann jedoch die Umstellung des Nahverkehrs auf Dieseltriebwagen. Trotzdem waren bis 2005 Maschinen der Baureihe 218 in diesem Gebiet beheimatet.
1999 wurde die Baureihe DB Regio zugewiesen, damit endeten die Leistungen im Güterverkehr. Im Fernverkehr sind die Lokomotiven mangels geeigneter Alternativen bei DB Fernverkehr auch weiterhin im Einsatz. Im Jahr 2000 waren 415 Maschinen aktiv. Zu dieser Zeit begannen auch die ersten planmäßigen Ausmusterungen von Maschinen, die sich in einem schlechten Zustand befanden.
Die Lokomotiven der letzten Bauserie 218.4 und einige andere Lokomotiven erhielten zeitmultiplexe Wendezugsteuerung/Doppeltraktionssteuerung (ZWS/ZDS) und frequenzmultiplexe Zugsteuerung (FMZ), mit denen sie auch vor Doppelstockwendezügen eingesetzt werden können. Stationiert waren die Lokomotiven in den Betriebswerken Regensburg, Stendal, Lübeck, Braunschweig, Ulm, Hagen, Mühldorf, Karlsruhe, Rostock, Kempten, Haltingen und Kaiserslautern.
Die Vorserienlokomotiven wurden in die Baureihe 225 umgebaut. Die Lokomotiven mit den Seriennummern 101 bis 399 erhielten bis 2003 eine Revision, sollten aber dann ausgemustert werden oder an DB Services (zum Einsatz vor Gleisbauzügen) bzw. an den Sylt Shuttle abgegeben werden. Aufgrund der ablaufenden Revisionsfristen würden die letzten Lokomotiven dieser Seriennummern im Jahr 2011 aus dem aktiven Betriebsdienst ausscheiden. 2008 war noch ein Drittel dieser Lokomotiven im Einsatz. Die Lokomotiven, die zum Sylt Shuttle wechselten, erhielten im Jahre 2008 wegen des gestiegenen Bedarfs an Lokomotiven vermehrt wieder Hauptuntersuchungen.
Da fast alle Lokomotiven mit den Seriennummern 400 bis 499 ZWS/ZDS und FMZ besitzen, bleiben diese Maschinen vor Personen- und Güterzügen weiterhin im aktiven Dienst, und es werden weiterhin fällige Hauptuntersuchungen an diesen Lokomotiven durchgeführt.

Bis 2006 sank der Bestand an Lokomotiven der Baureihe 218 bei der DB auf etwa 330 Maschinen, da Revisionsfristen abliefen und zahlreiche Einsatzgebiete verloren gingen und/oder auf Dieseltriebwagen umgestellt wurden. Die Lokomotiven verteilten sich auf folgende Betriebswerke:
- Bw Darmstadt
- Bw Lübeck
- Bw Oberhausen
- Bw Trier
- Bw Karlsruhe
- Bw Niebüll
- Bw Ulm
- Bw Mühldorf
- Bw Plochingen
- Bw Stuttgart
- Bw Regensburg
- Bw Kassel
- Bw Kempten
- Bw Braunschweig
- Bw Berlin-Rummelsburg

Hinzu kamen noch Leistungen beim Sylt Shuttle, wo ein Bedarf an starken Diesellokomotiven bestand. Im darauffolgenden Jahr sank der Bestand unter die 300er-Marke. Während viele Lokomotiven mit Seriennummern von 101 bis 399 aus dem aktiven Dienst ausschieden, erhielten die Lokomotiven der vierten Bauserie weiterhin Hauptuntersuchungen. Zahlreiche ausgemusterte Lokomotiven wurden verschrottet. Bei DB Fernverkehr dachte man über eine Neubeschaffung von Lokomotiven für die Autozüge nach Sylt (Sylt Shuttle) nach, insbesondere als Ersatz für die Baureihe 215.9, aber auch für manche Lokomotiven der Baureihe 218, die sich in einem schlechten Zustand befanden. Dennoch begann man wieder Lokomotiven der Bauserie 218.3 hauptuntersuchen zu lassen. Im Juni 2014 wurden sieben Lokomotiven der Baureihe 245 für den Sylt Shuttle bestellt. Auch DB Services und DB Bahnbau übernahmen einige Lokomotiven der Baureihe 218.
Außerdem wurde das Bahnbetriebswerk Lübeck geschlossen, in dem früher viele Lokomotiven dieser Baureihe beheimatet waren. Andererseits bekamen viele Lokomotiven für den Sylt Shuttle noch Hauptuntersuchungen. Damit ist die Zukunft der Baureihe 218 beim Sylt Shuttle vorerst gesichert.
Im März 2008 waren noch 235 Maschinen aktiv, was etwa 60 Prozent der Serienlokomotiven ausmacht. Da weitere Revisionsfristen abliefen und die Lokomotiven anscheinend nicht mehr gebraucht wurden, sank der Bestand bis Ende Mai 2008 auf 227 Maschinen.
Zudem wurden fast alle Maschinen der Baureihe 215.9 von DB Autozug z-gestellt, da sich die Motorisierung dieser Lokomotiven für die Autozüge als zu schwach erwies und deshalb bevorzugt Lokomotiven der Baureihe 218 verwendet werden.
DB AutoZug ließ 2008 Lokomotiven der Baureihe 218 hauptuntersuchen, da bei vielen Lokomotiven die Revisionsfristen ablaufen und es sonst einen Lokmangel geben würde. Nur Lokomotiven mit der Seriennummer 300–399 wurden für den Sylt Shuttle hauptuntersucht, da diese Maschinen noch recht jung waren und zahlreiche Maschinen von DB Regio frei wurden. Im Juni 2008 wurden nochmals zwei Maschinen wegen Ablauf der Revisionsfristen z-gestellt. Bei diesen Lokomotiven wurde keine Hauptuntersuchung mehr durchgeführt. Der Betriebshof Regensburg beheimatet seit Dezember 2008 keine Lokomotiven der Baureihe 218 mehr, da die meisten Leistungen im Raum Nürnberg auf moderne Triebwagen der Baureihe 648 oder auch auf ehemals Kemptener Triebwagen der Baureihe 628 übergingen. Die verbleibenden Leistungen, die Bespannung einzelner Hilfszüge und des damaligen Regional-Express nach Prag wurde von Kemptener Lokomotiven übernommen. Um die Lokomotiven zur Untersuchung zu tauschen, wurde am Wochenende immer das Zugpaar RE 37700/37701 Nürnberg – Augsburg und zurück mit zwei dieser Lokomotiven gefahren. Zeitgleich endete auch auf der Teckbahn der Einsatz von Lokomotiven der Baureihe 218. Diese Leistungen werden nun von der Baureihe 650 erbracht.

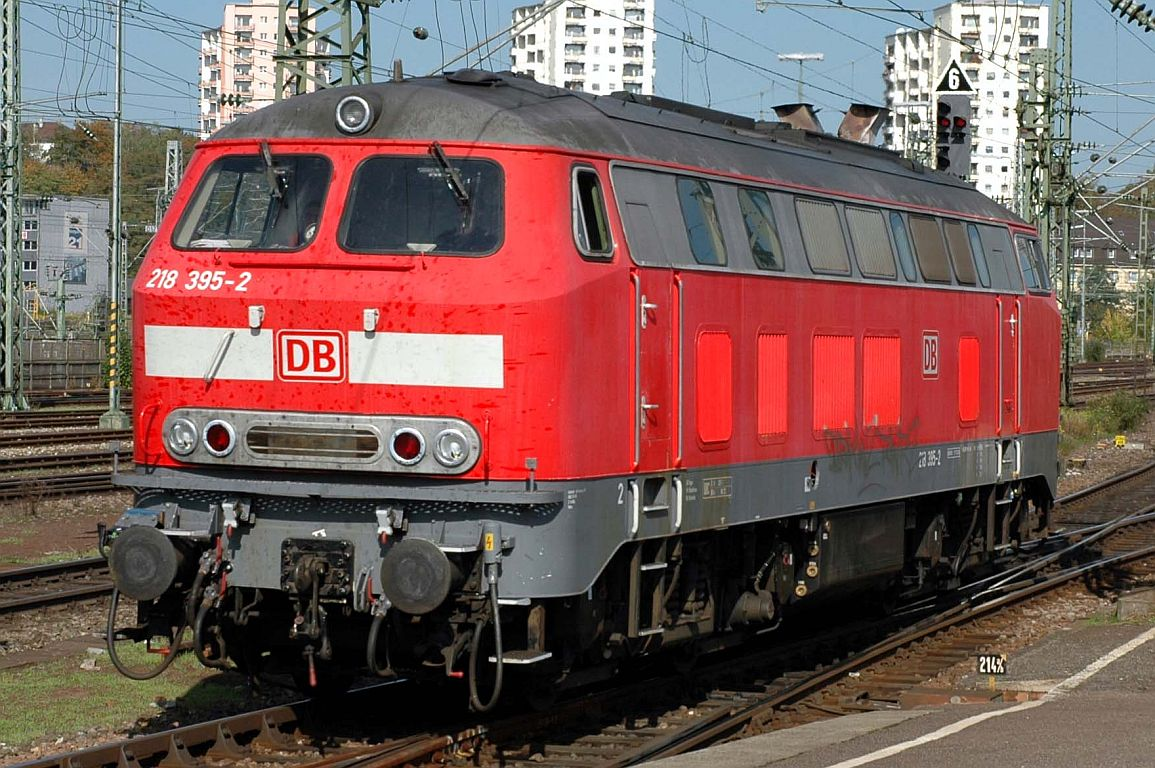
Lokomotive der Baureihe 218 von DB Services

Im August 2008 wurde bekannt gegeben, dass ab 2010 keine Hauptuntersuchungen mehr durchgeführt würden. Trotzdem beschloss DB Services überraschenderweise einige Lokomotiven der Baureihe 218 zu kaufen und diese hauptuntersuchen zu lassen. Auch DB Gleisbau erwarb einige Exemplare. Anfang August 2008 waren etwa noch 225 Maschinen der Baureihe 218 aktiv. Dann sank der Bestand kontinuierlich wegen ablaufender Revisionsfristen. Einige Maschinen gab der Betriebshof an andere Dienststellen ab. Anfang Oktober 2008 waren noch 205 Maschinen aktiv. Gleichzeitig wurde noch der Vorschlag seitens der DB geäußert, Lokomotiven der Baureihe 218 anstatt der Baureihe 225 im Güterverkehrsdienst zu verwenden, da viele Revisionsfristen von Lokomotiven der Baureihe 225 früher abliefen.
Im Oktober 2020 befanden sich noch 126 Lokomotiven der Baureihe im betriebsfähigen Zustand bei der DB und verschiedenen Privatbahnen, wobei nicht alle hiervon auch regelmäßig im aktiven Dienst anzutreffen sind.
Die Baureihe 218 wird seit Dezember 2023 wieder in Nordostbayern eingesetzt. Im Zuge der Ausschreibung „Expressverkehr Ostbayern Übergang“ (EVOÜ) übernahm DB Regio Bayern die Linie RE 2 Hof – Regensburg – München, bisher von der DLB unter dem Markennamen „Alex“ betrieben, für 5 Jahre und wird im Abschnitt Hof–Regensburg Maschinen des Werks Mühldorf zum Einsatz bringen.
Während der Generalsanierung der Strecke Hamburg – Berlin verkehrt vom 2. August 2025 bis 30. April 2026 eine neue Linie RE2 auf der nicht elektrifizierten Strecke zwischen Lübeck und Bad Kleinen. Diese verkehrt mit Lokomotiven der Baureihe 218 und 4 Doppelstockwagen. Im Vergleich zum bisherigen Angebot mit Lint Fahrzeugen wird ein größeres Platzangebot zur Umfahrung der Baustelle angeboten. Aufgrund des Beschleunigungsverhaltens können nicht alle Halte bedient werden. Damit der Takt in den Knoten Lübeck und Bad Kleinen eingehalten werden kann, werden die Zwischenhalte in Grieben, Plüschow und Bobitz nicht bedient und alternativ mit Bussen angebunden. Auch einzelne Intercity-Züge zwischen Hamburg und der Ostseeküste werden mit Baureihe 218 über Lübeck umgeleitet.

### Erwähnenswertes
Lokomotiven der Baureihe 218 haben keinen verschließbaren Tankdeckel und waren daher bereits von Dieseldiebstählen großen Umfangs betroffen.

### Zukunft
Ausschreibungsbedingte Verluste von Einsatzstrecken, der Ersatz durch neue oder anderweitig freigewordene Dieseltriebzüge sowie vereinzelte Streckenelektrifizierungen haben in den letzten Jahren das Aufgabenfeld diesellokbespannter Züge im Personenverkehr stark eingeschränkt. Nachdem die anderen Baureihen der V-160-Familie bereits ausgeschieden oder nur noch im Güterverkehr eingesetzt werden, war die 218 bis zur Inbetriebnahme der Baureihe 245 im Jahr 2013 die einzige Diesellokomotive, die noch planmäßig Personenzüge bei der DB bespannt. Somit ist sie in ansteigendem Maße von den oben genannten Veränderungen betroffen und wird zunehmend überflüssig.

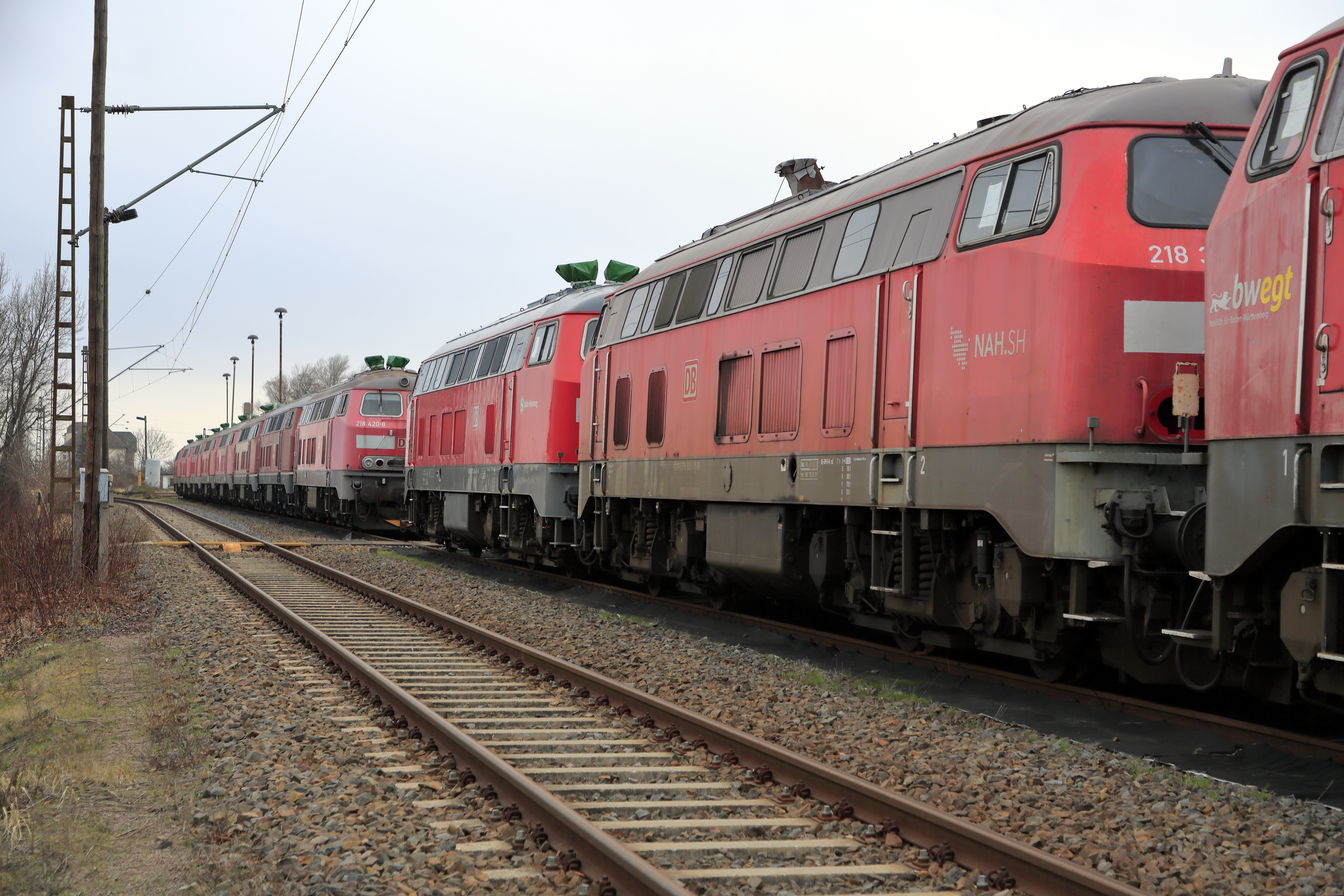
Lokomotiven der Baureihe 218 im Stillstandsmanagement Leipzig-Engelsdorf

Vor allem ältere und in einem schlechten Zustand befindliche Lokomotiven werden häufiger bei Fristablauf oder größeren Schäden abgestellt. Abgestellte Lokomotiven wurden im Stillstandsmanagement der DB im Rangierbahnhof Hamm (Westfalen) verwahrt. Einige Privatbahnen kaufen diese Lokomotiven und lassen sie wieder betriebsfähig aufarbeiten. Da das Stillstandsmanagement Hamm im Jahr 2019 aufgelöst wurde, wurde ein Großteil der Lokomotiven in das neu geschaffene Stillstandsmanagement Leipzig-Engelsdorf überführt.
Zu den letzten größeren Einsatzstellen der Baureihe 218 gehören neben dem Sylt Shuttle auch Mühldorf am Inn (für die Südostbayernbahn), wobei an den genannten Orten auch bereits 245er vorhanden sind. Die in Kempten beheimateten Lokomotiven haben zum Fahrplanwechsel 2021 ihre letzten Leistungen im Nahverkehr verloren; dafür übernahmen die Kemptener 218 die Leistungen vor den ICs nach Oberstdorf auf den nicht elektrifizierten Strecken im Allgäu.

## Bestand
Bestand der Baureihe 218 bei Privatbahnen und der DB AG. Abgestellte Lokomotiven, Ersatzteilspender und Lokomotiven mit unbekanntem Verbleib befinden sich ebenfalls in dieser Liste. (Stand: März 2022)
Legende - Zustand der Lok
| Serie    | Fahrzeugnummer (92 80 1xxx xxx-x) | Betreiberbezeichnung   | Betreiber (VKM-Kürzel) | Lackierung                                     | Zustand               | Bemerkung |
| -------- | --------------------------------- | ---------------------- | ---------------------- | ---------------------------------------------- | --------------------- | --- |
| Vorserie | 218 001-6                         | 218 001-6              | DB                     | orientrot                                      | zerlegt               | zerlegt xx.09.2004 TSR, Magdeburg |
| Vorserie | 218 002-4                         | 218 002-4              | SEL                    | EGP-Lackierung                                 | betriebsfähig         | Schlünß Eisenbahn Logistik |
| Vorserie | 218 003-2                         | 218 003-2              | TFT                    | ozeanblau/elfenbein                            | betriebsfähig         | |
| Vorserie | 218 004-0                         | 225 804-4              | DB                     | verkehrsrot                                    | zerlegt               | zerlegt xx.03.2010 Scholz, Espenhain |
| Vorserie | 218 005-7                         | 225 805-1              | SMR                    | verkehrsrot                                    | betriebsfähig         | Saar-Mosel-Rail (Heinrichsmeyer) |
| Vorserie | 218 006-5                         | 225 806-9              | LWB                    | verkehrsrot                                    | nicht betriebsfähig   | Ersatzteilspender nach Auffahrunfall 2016 in Helmstedt |
| Vorserie | 218 007-3                         | 218 007-3              | DB                     | verkehrsrot                                    | zerlegt               | zerlegt xx.09.2004 Steil, Ehrang |
| Vorserie | 218 008-1                         | 218 008-1              | DB                     | verkehrsrot                                    | zerlegt               | zerlegt 07.04.2006 Steil, Ehrang |
| Vorserie | 218 009-9                         | 225 809-3              | RPRS                   | verkehrsrot                                    | nicht betriebsfähig   | 2019 an Railsystems RP GmbH verkauft |
| Vorserie | 218 010-7                         | 218 010-7              | DB                     | verkehrsrot                                    | zerlegt               | zerlegt xx.09.2004 Steil, Ehrang |
| Vorserie | 218 011-5                         | 218 011-5              | FLEX                   | verkehrsrot                                    | betriebsfähig         | |
| Vorserie | 218 012-3                         | 218 012-3              | DB                     | verkehrsrot                                    | zerlegt               | zerlegt xx.11.2005 TSR, Magdeburg |
| 1. Serie | 218 101-4                         | 218 101-4              | DB                     | verkehrsrot                                    | zerlegt               | zerlegt 17.07.2013 Scholz, Espenhain |
| 1. Serie | 218 102-2                         | 218 102-2              | DB                     | verkehrsrot                                    | zerlegt               | zerlegt xx.03.2014 Steil, Ehrang |
| 1. Serie | 218 103-0                         | 218 103-0              | DB                     | verkehrsrot                                    | zerlegt               | zerlegt xx.07.2010 Steil, Ehrang |
| 1. Serie | 218 104-8                         | 218 104-8              | DB                     | verkehrsrot                                    | zerlegt               | zerlegt xx.01.2012 TSR, Magdeburg |
| 1. Serie | 218 105-5                         | 218 105-5              | NESA                   | purpurrot/elfenbein                            | betriebsfähig         | |
| 1. Serie | 218 106-3                         | 218 106-3              | DB                     | verkehrsrot                                    | zerlegt               | zerlegt xx.xx.2011 TSR, Magdeburg |
| 1. Serie | 218 107-1                         | 218 107-1              | DB                     | verkehrsrot                                    | zerlegt               | zerlegt xx.xx.2011 TSR, Magdeburg |
| 1. Serie | 218 108-9                         | 218 108-9              | DB                     | verkehrsrot                                    | zerlegt               | zerlegt xx.04.2014 Scholz, Espenhain |
| 1. Serie | 218 109-7                         | 218 109-7              | DB                     | orientrot                                      | zerlegt               | zerlegt xx.09.2003 Scholz, Espenhain |
| 1. Serie | 218 110-5                         | 218 110-5              | DB                     | orientrot                                      | zerlegt               | zerlegt xx.09.2003 Scholz, Espenhain |
| 1. Serie | 218 111-3                         | 218 111-3              | DB                     | verkehrsrot                                    | zerlegt               | zerlegt xx.07.2011 Steil, Trier |
| 1. Serie | 218 112-1                         | 218 112-1              | DB                     | verkehrsrot                                    | zerlegt               | zerlegt xx.01.2008 TSR, Magdeburg |
| 1. Serie | 218 113-9                         | 218 113-9              | DB                     | verkehrsrot                                    | zerlegt               | zerlegt xx.12.2005 TSR, Magdeburg |
| 1. Serie | 218 114-7                         | 218 114-7              | DB                     | orientrot                                      | zerlegt               | zerlegt xx.10.2008 TSR, Magdeburg |
| 1. Serie | 218 115-4                         | 218 115-4              | DB                     | orientrot                                      | zerlegt               | zerlegt xx.12.2005 TSR, Magdeburg |
| 1. Serie | 218 116-2                         | 218 116-2              | DB                     | orientrot                                      | zerlegt               | zerlegt xx.04.2006 TSR, Magdeburg |
| 1. Serie | 218 117-0                         | 218 117-0              | Kübler Heavy Rail      | kieselgrau/reinorange                          | betriebsfähig         | |
| 1. Serie | 218 118-8                         | 218 118-8              | DB                     | orientrot                                      | zerlegt               | zerlegt xx.12.2005 TSR, Magdeburg |
| 1. Serie | 218 119-6                         | 218 119-6              | DB                     | verkehrsrot                                    | zerlegt               | zerlegt xx.11.2006 Steil, K-Deutz |
| 1. Serie | 218 120-4                         | 218 120-4              | DB                     | verkehrsrot                                    | zerlegt               | zerlegt xx.11.2005 TSR, Magdeburg |
| 1. Serie | 218 121-2                         | 218 121-2              | DB                     | verkehrsrot                                    | zerlegt               | zerlegt xx.xx.2008 TSR, Magdeburg |
| 1. Serie | 218 122-0                         | 218 122-0              | DB                     | orientrot                                      | zerlegt               | zerlegt xx.11.2005 TSR, Magdeburg |
| 1. Serie | 218 123-8                         | 218 123-8              | DB                     | orientrot                                      | zerlegt               | zerlegt xx.09.2004 Steil, Trier |
| 1. Serie | 218 124-6                         | 218 124-6              | DB                     | verkehrsrot                                    | zerlegt               | zerlegt xx.11.2006 Steil, K-Deutz |
| 1. Serie | 218 125-3                         | 218 125-3              | SEL                    | verkehrsrot                                    | nicht betriebsfähig   | Ersatzteilspender EGP, Mukran |
| 1. Serie | 218 126-1                         | 218 126-1              | DB                     | verkehrsrot                                    | zerlegt               | zerlegt xx.11.2007 Steil, K-Deutz |
| 1. Serie | 218 127-9                         | 218 127-9              | DB                     | orientrot                                      | zerlegt               | zerlegt 18.03.1996 Klöckner, Bremen-Industriehafen |
| 1. Serie | 218 128-7                         | 218 128-7              | DB                     | ozeanblau/elfenbein                            | nicht betriebsfähig   | Bestand DB Regio AG, Dauerleihgabe an Verein zur Erhaltung historischer Lokomotiven e. V., Euskirchen, aber fahrbereit                                                                              |
| 1. Serie | 218 129-5                         | 218 129-5              | DB                     | orientrot                                      | zerlegt               | zerlegt xx.03.2006 TSR, Magdeburg |
| 1. Serie | 218 130-3                         | 218 130-3              | DB                     | verkehrsrot                                    | zerlegt               | zerlegt xx.03.2012 Scholz, Espenhain |
| 1. Serie | 218 131-1                         | 218 131-1              | DB                     | verkehrsrot                                    | zerlegt               | zerlegt xx.03.2012 TSR, Magdeburg |
| 1. Serie | 218 132-9                         | 218 132-9              | DB                     | orientrot                                      | zerlegt               | zerlegt xx.08.2004 TSR, Magdeburg |
| 1. Serie | 218 133-7                         | 218 133-7              | DB                     | orientrot                                      | zerlegt               | zerlegt xx.03.2006 TSR, Magdeburg |
| 1. Serie | 218 134-5                         | 218 134-5              | DB                     | orientrot                                      | zerlegt               | zerlegt xx.02.2006 TSR, Magdeburg |
| 1. Serie | 218 135-2                         | 218 135-2              | DB                     | orientrot                                      | zerlegt               | zerlegt xx.11.2005 TSR, Magdeburg |
| 1. Serie | 218 136-0                         | 218 136-0              | DB                     | verkehrsrot                                    | zerlegt               | zerlegt xx.06.2013 Scholz, Espenhain |
| 1. Serie | 218 137-8                         | 218 137-8              | DB                     | kieselgrau/reinorange                          | betriebsfähig         | DB Museum Standort Koblenz-Lützel |
| 1. Serie | 218 138-6                         | 218 138-6              | DB                     | verkehrsrot                                    | zerlegt               | zerlegt xx.xx.2009 Steil, Trier |
| 1. Serie | 218 139-4                         | 218 139-4              | VEB                    | purpurrot                                      | betriebsfähig         | |
| 1. Serie | 218 140-2                         | 218 140-2              | DB                     | verkehrsrot                                    | zerlegt               | zerlegt xx.07.2004 TSR, Magdeburg |
| 1. Serie | 218 141-0                         | 218 141-0              | DB                     | verkehrsrot                                    | zerlegt               | zerlegt |
| 1. Serie | 218 142-8                         | 218 142-8              | DB                     | orientrot                                      | zerlegt               | zerlegt xx.08.2004 TSR, Magdeburg |
| 1. Serie | 218 143-6                         | 218 143-6              | DB                     | orientrot                                      | zerlegt               | zerlegt xx.04.2006 TSR, Magdeburg |
| 1. Serie | 218 144-4                         | 218 144-4              | DB                     | orientrot                                      | zerlegt               | zerlegt xx.08.2004 TSR, Magdeburg |
| 1. Serie | 218 145-1                         | 218 145-1              | DB                     | orientrot                                      | zerlegt               | zerlegt xx.03.2006 TSR, Magdeburg |
| 1. Serie | 218 146-9                         | 218 146-9              | DB                     | orientrot                                      | zerlegt               | zerlegt xx.11.2005 TSR, Magdeburg |
| 1. Serie | 218 147-7                         | 218 147-7              | DB                     | orientrot                                      | zerlegt               | zerlegt 17.10.2005 Hattingen (Durch Bender, Opladen) |
| 1. Serie | 218 148-5                         | 218 148-5              | DB                     | orientrot                                      | zerlegt               | zerlegt xx.04.2006 TSR, Magdeburg |
| 1. Serie | 218 149-3                         | 218 149-3              | DB                     | orientrot                                      | zerlegt               | zerlegt xx.11.2005 TSR, Magdeburg |
| 1. Serie | 218 150-1                         | 218 150-1              | DB                     | orientrot                                      | zerlegt               | zerlegt xx.11.2005 TSR, Magdeburg |
| 1. Serie | 218 151-9                         | 218 151-9              | DB                     | verkehrsrot                                    | zerlegt               | zerlegt 28.09.2012 Scholz, Espenhain |
| 1. Serie | 218 152-7                         | 218 152-7              | DB                     | verkehrsrot                                    | zerlegt               | zerlegt xx.03.2004 TSR, Magdeburg |
| 1. Serie | 218 153-5                         | 218 153-5              | ENON                   | EGP-Lackierung                                 | betriebsfähig         | |
| 1. Serie | 218 154-3                         | 218 154-3              | DB                     | verkehrsrot                                    | zerlegt               | zerlegt xx.08.2004 TSR, Magdeburg |
| 1. Serie | 218 155-0                         | 218 155-0              | NESA                   | purpurrot                                      | betriebsfähig         | |
| 1. Serie | 218 156-8                         | 218 156-8              | NESA                   | orientrot                                      | nicht betriebsfähig   | als Ersatzteilträger an NESA November 2024 |
| 1. Serie | 218 157-6                         | 218 157-6              | DB                     | verkehrsrot                                    | zerlegt               | zerlegt xx.03.2014 Scholz, Espenhain |
| 1. Serie | 218 158-4                         | 218 158-4              | DB                     | verkehrsrot                                    | zerlegt               | zerlegt xx.07.2013 Scholz, Espenhain |
| 1. Serie | 218 810-0 (ehem. 218 159-2)       | 218 810-0              | DB                     | verkehrsrot                                    | betriebsfähig         | |
| 1. Serie | 218 160-0                         | 218 160-0              | DB                     | verkehrsrot                                    | zerlegt               | zerlegt xx.xx.2011 TSR, Magdeburg |
| 1. Serie | 218 161-8                         | 218 161-8              | DB                     | verkehrsrot                                    | nicht betriebsfähig   | abgestellt SSM Leipzig-Engelsdorf |
| 1. Serie | 218 162-6                         | 218 162-6              | DB                     | verkehrsrot                                    | zerlegt               | zerlegt xx.xx.2011 TSR, Magdeburg |
| 1. Serie | 218 163-4                         | 218 163-4              | TFT                    | verkehrsrot                                    | nicht betriebsfähig   | 2018 an Train4Train GmbH verkauft |
| 1. Serie | 218 164-2                         | 218 164-2              | DB                     | verkehrsrot                                    | nicht betriebsfähig   | abgestellt SSM Leipzig-Engelsdorf |
| 1. Serie | 218 165-9                         | 218 165-9              | DB                     | verkehrsrot                                    | zerlegt               | zerlegt xx.xx.2012 Scholz, Espenhain |
| 1. Serie | 218 166-7                         | 218 166-7              | DB                     | verkehrsrot                                    | zerlegt               | zerlegt xx.04.2010 Scholz, Espenhain |
| 1. Serie | 218 167-5                         | 218 167-5              | DB                     | verkehrsrot                                    | zerlegt               | zerlegt xx.11.2005 TSR, Magdeburg |
| 1. Serie | 218 168-3                         | 218 168-3              | DB                     | verkehrsrot                                    | zerlegt               | zerlegt xx.xx.2011 TSR, Magdeburg |
| 1. Serie | 218 169-1                         | 218 169-1              | DB                     | verkehrsrot                                    | zerlegt               | zerlegt 09.03.2006 Steil, K-Deutz |
| 1. Serie | 218 170-9                         | 218 170-9              | DB                     | verkehrsrot                                    | zerlegt               | zerlegt xx.xx.2011 TSR, Magdeburg |
| 2. Serie | 218 171-7                         | 218 171-7              | DB                     | orientrot                                      | zerlegt               | zerlegt xx.11.2005 TSR, Magdeburg |
| 2. Serie | 218 172-5                         | 218 172-5              | DB                     | verkehrsrot                                    | zerlegt               | zerlegt xx.12.2005 TSR, Magdeburg |
| 2. Serie | 218 173-3                         | 218 173-3              | DB                     | verkehrsrot                                    | zerlegt               | zerlegt 07.07.2005 Steil, Ehrang |
| 2. Serie | 218 174-1                         | 218 174-1              | DB                     | verkehrsrot                                    | zerlegt               | zerlegt xx.xx.2006 TSR, Magdeburg |
| 2. Serie | 218 175-8                         | 218 175-8              | DB                     | verkehrsrot                                    | zerlegt               | zerlegt xx.10.2007 Steil, K-Deutz |
| 2. Serie | 218 176-6                         | 218 176-6              | DB                     | verkehrsrot                                    | zerlegt               | zerlegt xx.10.2007 Steil, K-Deutz |
| 2. Serie | 218 177-4                         | 218 177-4              | DB                     | verkehrsrot                                    | zerlegt               | zerlegt xx.10.2007 Steil, K-Deutz |
| 2. Serie | 218 178-2                         | 218 178-2              | DB                     | verkehrsrot                                    | zerlegt               | zerlegt 18.08.2008 Steil, K-Deutz |
| 2. Serie | 218 179-0                         | 218 179-0              | DB                     | verkehrsrot                                    | zerlegt               | zerlegt xx.xx.2008 TSR, Magdeburg |
| 2. Serie | 218 180-8                         | 218 180-8              | DB                     | verkehrsrot                                    | zerlegt               | zerlegt 08.03.2006 Steil, K-Deutz |
| 2. Serie | 218 181-6                         | 218 181-6              | DB                     | verkehrsrot                                    | zerlegt               | zerlegt xx.03.2012 TSR, Magdeburg |
| 2. Serie | 218 182-4                         | 218 182-4              | DB                     | verkehrsrot                                    | zerlegt               | zerlegt xx.xx.2011 TSR, Magdeburg |
| 2. Serie | 218 183-2                         | 218 183-2              | DB                     | verkehrsrot                                    | zerlegt               | zerlegt xx.xx.2011 TSR, Magdeburg |
| 2. Serie | 218 184-0                         | 218 184-0              | DB                     | purpurrot                                      | nicht betriebsfähig   | „Konferenzlok“ im AW Bremen |
| 2. Serie | 218 185-7                         | 218 185-7              | DB                     | verkehrsrot                                    | zerlegt               | zerlegt xx.xx.2012 Scholz, Espenhain |
| 2. Serie | 218 186-5                         | 218 186-5              | DB                     | orientrot                                      | zerlegt               | zerlegt xx.06.2005 TSR, Magdeburg |
| 2. Serie | 218 187-3                         | 218 187-3              | DB                     | verkehrsrot                                    | zerlegt               | zerlegt 17.10.2007 Steil, Ehrang |
| 2. Serie | 218 812-6 (ehem. 218 188-1)       | 218 812-6              | DB                     | verkehrsrot                                    | betriebsfähig         | |
| 2. Serie | 218 813-4 (ehem. 218 189-9)       | 218 813-4              | DB                     | verkehrsrot                                    | betriebsfähig         | |
| 2. Serie | 218 190-7                         | 218 190-7              | DB                     | verkehrsrot                                    | zerlegt               | zerlegt xx.xx.2011 TSR, Magdeburg |
| 2. Serie | 218 191-5                         | 218 191-5              | MZE                    | verkehrsrot                                    | betriebsfähig         | |
| 2. Serie | 218 192-3                         | 218 192-3              | DB                     | verkehrsrot                                    | zerlegt               | zerlegt xx.02.2010 Steil, K-Deutz |
| 2. Serie | 218 193-1                         | 218 193-1              | DB                     | verkehrsrot                                    | zerlegt               | zerlegt xx.xx.2011 (Ort unbekannt) |
| 2. Serie | 218 194-9                         | 218 194-9              | DB                     | verkehrsrot                                    | zerlegt               | zerlegt (Ort und Datum unbekannt) |
| 2. Serie | 218 195-6                         | 218 195-6              | DB                     | orientrot                                      | zerlegt               | zerlegt 14.03.2006 Steil, Ehrang |
| 2. Serie | 218 196-4                         | 218 196-4              | DB                     | verkehrsrot                                    | zerlegt               | zerlegt xx.xx.2011 TSR, Magdeburg |
| 2. Serie | 218 197-2                         | 218 197-2              | DB                     | verkehrsrot                                    | zerlegt               | zerlegt xx.xx.2011 TSR, Magdeburg |
| 2. Serie | 218 198-0                         | 218 198-0              | DB                     | verkehrsrot                                    | zerlegt               | zerlegt xx.08.2005 TSR, Magdeburg |
| 2. Serie | 218 199-8                         | 218 199-8              | DB                     | verkehrsrot                                    | zerlegt               | zerlegt xx.xx.2012 Scholz, Espenhain |
| 2. Serie | 218 200-4                         | 218 200-4              | DB                     | verkehrsrot                                    | zerlegt               | zerlegt xx.xx.2011 TSR, Magdeburg |
| 2. Serie | 218 201-2                         | 218 201-2              | EGP                    | EGP-Lackierung                                 | betriebsfähig         | |
| 2. Serie | 218 202-0                         | 218 202-0              | DB                     | verkehrsrot                                    | nicht betriebsfähig   | abgestellt SSM Leipzig-Engelsdorf |
| 2. Serie | 218 203-8                         | 218 203-8              | NESA                   | verkehrsrot                                    | zerlegt               | zerlegt xx.03.2024 |
| 2. Serie | 218 204-6                         | 218 204-6              | NESA                   | verkehrsrot                                    | nicht betriebsfähig   | |
| 2. Serie | 218 205-3                         | 218 205-3              | ENON                   | EGP-Lackierung                                 | betriebsfähig         | |
| 2. Serie | 218 206-1                         | 218 206-1              | DB                     | verkehrsrot                                    | zerlegt               | zerlegt xx.06.2013 Scholz, Espenhain |
| 2. Serie | 218 207-9                         | 218 207-9              | DB                     | orientrot                                      | zerlegt               | zerlegt xx.03.2006 Steil, Ehrang |
| 2. Serie | 218 208-7                         | 218 208-7              | DB                     | verkehrsrot                                    | betriebsfähig         | |
| 2. Serie | 218 209-5                         | 218 209-5              | DB                     | verkehrsrot                                    | zerlegt               | zerlegt xx.03.2012 Scholz, Espenhain |
| 2. Serie | 218 210-3                         | 218 210-3              | DB                     | verkehrsrot                                    | zerlegt               | zerlegt xx.03.2012 Scholz, Espenhain |
| 2. Serie | 218 211-1                         | 218 211-1              | DB                     | verkehrsrot                                    | nicht betriebsfähig   | Bestand DB Regio AG, Dauerleihgabe an Arbeitsgemeinschaft Historische Brennkraftlokomotiven e. V. Frankfurt                                                                                         |
| 2. Serie | 218 212-9                         | 218 212-9              | DB                     | Udo Lindenberg Sonderzug nach Pankow Beklebung | nicht betriebsfähig   | Bestand DB Museum Standort Nürnberg, Dauerleihgabe an Erlebnisbahnhof Amorbach |
| 2. Serie | 218 213-7                         | 218 213-7              | DB                     | verkehrsrot                                    | zerlegt               | zerlegt xx.01.2012 TSR, Magdeburg |
| 2. Serie | 218 214-5                         | 218 214-5              | NESA                   | goldgelb                                       | nicht betriebsfähig   | abgestellt Bietigheim-Bissingen |
| 2. Serie | 218 215-2                         | 218 215-2              | DB                     | verkehrsrot                                    | zerlegt               | zerlegt 04.12.2009 Steil, Ehrang |
| 2. Serie | 218 216-0                         | 218 216-0              | DB                     | verkehrsrot                                    | zerlegt               | zerlegt xx.06.2013 Scholz, Espenhain |
| 2. Serie | 218 217-8                         | 218 217-8              | DB                     | purpurrot/elfenbein                            | nicht betriebsfähig   | DB Museum Koblenz |
| 2. Serie | 218 218-6                         | 218 218-6              | DB                     | verkehrsrot                                    | zerlegt               | zerlegt xx.07.2010 Steil, Ehrang |
| 2. Serie | 218 219-4                         | 218 219-4              | RPRS                   | verkehrsrot                                    | nicht betriebsfähig   | 2020 von Heros Rail an Railsystems RP als Ersatzteilspender verkauft |
| 2. Serie | 218 220-2                         | 218 220-2              | DB                     | verkehrsrot                                    | nicht betriebsfähig   | mit Aufschrift „DB AutoZug SyltShuttle“, abgestellt SSM Leipzig-Engelsdorf |
| 2. Serie | 218 221-0                         | 218 221-0              | DB                     | verkehrsrot                                    | zerlegt               | zerlegt xx.xx.2012 TSR, Magdeburg |
| 2. Serie | 218 222-8                         | 218 222-8              | DB                     | verkehrsrot                                    | zerlegt               | zerlegt 15.12.2013 Steil, Ehrang |
| 2. Serie | 218 223-6                         | 218 223-6              | DB                     | verkehrsrot                                    | nicht betriebsfähig   | abgestellt SSM Leipzig-Engelsdorf |
| 2. Serie | 218 224-4                         | 218 224-4              | ENON                   | verkehrsrot                                    | nicht betriebsfähig   | abgestellt Eberswalde |
| 2. Serie | 218 225-1                         | 218 225-1              | DB                     | verkehrsrot                                    | nicht betriebsfähig   | Bestand DB Museum Standort Nürnberg, Dauerleihgabe an Historische Eisenbahn Mannheim e. V. |
| 2. Serie | 218 823-3 (ehem. 218 226-9)       | 218 226-9              | DB                     | verkehrsrot                                    | zerlegt               | zerlegt xx.08.2012 Scholz, Espenhain |
| 2. Serie | 218 227-7                         | 218 227-7              | DB                     | verkehrsrot                                    | zerlegt               | zerlegt xx.11.2007 Steil, K-Deutz |
| 2. Serie | 218 228-5                         | 218 228-5              | DB                     | verkehrsrot                                    | zerlegt               | zerlegt xx.07.2006 Steil, Ehrang |
| 2. Serie | 218 229-3                         | 218 229-3              | DB                     | verkehrsrot                                    | zerlegt               | zerlegt xx.02.2010 Steil, Ehrang |
| 2. Serie | 218 230-1                         | 218 230-1              | DB                     | verkehrsrot                                    | zerlegt               | zerlegt xx.06.2005 Steil, K-Deutz |
| 2. Serie | 218 822-5 (ehem. 218 231-9)       | 218 231-9              | DB                     | verkehrsrot                                    | zerlegt               | zerlegt xx.02.2013 Scholz, Espenhain |
| 2. Serie | 218 232-7                         | 218 232-7              | DB                     | verkehrsrot                                    | zerlegt               | zerlegt xx.1x.2007 Steil, K-Deutz |
| 2. Serie | 218 824-1 (ehem. 218 233-5)       | 218 824-1              | DB                     | verkehrsrot                                    | betriebsfähig         | |
| 2. Serie | 218 234-3                         | 218 234-3              | DB                     | verkehrsrot                                    | zerlegt               | zerlegt xx.12.2013 Steil, Ehrang |
| 2. Serie | 218 235-0                         | 218 235-0              | DB                     | verkehrsrot                                    | zerlegt               | zerlegt xx.08.2008 Steil, K-Deutz |
| 2. Serie | 218 236-8                         | 218 236-8              | DB                     | verkehrsrot                                    | zerlegt               | zerlegt xx.08.2005 Steil, Ehrang |
| 2. Serie | 218 825-8 (ehem. 218 237-6)       | 218 825-8              | DB                     | verkehrsrot                                    | betriebsfähig         | |
| 2. Serie | 218 238-4                         | 218 238-4              | DB                     | verkehrsrot                                    | zerlegt               | zerlegt 14.03.2006 Steil, Ehrang |
| 2. Serie | 218 239-2                         | 218 239-2              | DB                     | verkehrsrot                                    | zerlegt               | zerlegt xx.12.2013 Steil, Ehrang |
| 2. Serie | 218 240-0                         | 218 240-0              | DB                     | verkehrsrot                                    | zerlegt               | zerlegt xx.12.2013 Steil, Ehrang |
| 2. Serie | 218 241-8                         | 218 241-8              | KHR                    | verkehrsrot                                    | nicht betriebsfähig   | |
| 2. Serie | 218 820-9 (ehem. 218 242-6)       | 218 820-9              | DB                     | verkehrsrot                                    | zerlegt               | zerlegt 11.07.2005 Steil, Ehrang |
| 2. Serie | 218 243-4                         | 218 243-4              | DB                     | purpurrot                                      | zerlegt               | zerlegt (Unfall am 08.06.1975 mit 218 238-4 bei Warngau) |
| 2. Serie | 218 244-2                         | 218 244-2              | DB                     | verkehrsrot                                    | zerlegt               | zerlegt xx.12.2005 TSR, Magdeburg |
| 2. Serie | 218 245-9                         | 218 245-9              | DB                     | verkehrsrot                                    | zerlegt               | zerlegt xx.12.2006 TSR, Magdeburg |
| 2. Serie | 218 246-7                         | 218 246-7              | DB                     | verkehrsrot                                    | zerlegt               | zerlegt 22.08.2007 Steil, Ehrang |
| 2. Serie | 218 247-5                         | 218 247-5              | DB                     | verkehrsrot                                    | zerlegt               | zerlegt xx.02.2010 Steil, K-Deutz |
| 2. Serie | 218 248-3                         | 218 248-3              | DB                     | verkehrsrot                                    | zerlegt               | zerlegt xx.02.2010 Steil, K-Deutz |
| 2. Serie | 218 249-1                         | 218 249-1              | AIX                    | verkehrsrot                                    | nicht betriebsfähig   | AIXrail GmbH, in Revision |
| 2. Serie | 218 250-9                         | 218 250-9              | DB                     | verkehrsrot                                    | zerlegt               | zerlegt 29.11.2005 TSR, Magdeburg |
| 2. Serie | 218 251-7                         | 218 251-7              | DB                     | orientrot                                      | zerlegt               | zerlegt 17.10.2005 Steil, Ehrang |
| 2. Serie | 218 252-5                         | 218 252-5              | DB                     | verkehrsrot                                    | zerlegt               | zerlegt xx.10.2007 Steil, K-Deutz |
| 2. Serie | 218 253-3                         | 218 253-3              | DB                     | verkehrsrot                                    | zerlegt               | zerlegt xx.09.2000 Steil, K-Deutz |
| 2. Serie | 218 254-1                         | 218 254-1              | DB                     | verkehrsrot                                    | zerlegt               | zerlegt 07.04.2006 Steil, Ehrang |
| 2. Serie | 218 255-8                         | 218 255-8              | DB                     | verkehrsrot                                    | zerlegt               | zerlegt xx.10.2011 TSR, Magdeburg |
| 2. Serie | 218 256-6                         | 218 256-6              | NESA                   | Heros-Lackierung                               | betriebsfähig         | |
| 2. Serie | 218 257-4                         | 218 257-4              | DB                     | orientrot                                      | zerlegt               | zerlegt xx.xx.2008 TSR, Magdeburg |
| 2. Serie | 218 258-2                         | 218 258-2              | DB                     | orientrot                                      | zerlegt               | zerlegt xx.10.2008 TSR, Magdeburg |
| 2. Serie | 218 259-0                         | 218 259-0              | DB                     | orientrot                                      | zerlegt               | zerlegt xx.10.2008 TSR, Magdeburg |
| 2. Serie | 218 260-8                         | 218 260-8              | DB                     | verkehrsrot                                    | zerlegt               | zerlegt 15.10.2009 Steil, Ehrang |
| 2. Serie | 218 261-6                         | 218 261-6              | DB                     | goldgelb                                       | betriebsfähig         | DB Bahnbau Gruppe GmbH (Lok 32) |
| 2. Serie | 218 262-4                         | 218 262-4              | DB                     | orientrot                                      | zerlegt               | zerlegt xx.03.2004 TSR, Magdeburg |
| 2. Serie | 218 263-2                         | 218 263-2              | DB                     | verkehrsrot                                    | zerlegt               | zerlegt 20.02.2010 Steil, K-Deutz |
| 2. Serie | 218 264-0                         | 218 264-0              | DB                     | orientrot                                      | zerlegt               | zerlegt xx.04.2006 TSR, Magdeburg |
| 2. Serie | 218 265-7                         | 218 265-7              | DB                     | verkehrsrot                                    | zerlegt               | zerlegt xx.xx.2012 Scholz, Espenhain |
| 2. Serie | 218 266-5                         | 218 266-5              | DB                     | orientrot                                      | zerlegt               | zerlegt 08.03.2006 Steil, K-Deutz |
| 2. Serie | 218 267-3                         | 218 267-3              | DB                     | ozeanblau/elfenbein                            | zerlegt               | zerlegt xx.02.1995 AW Bremen |
| 2. Serie | 218 821-7 (ehem. 218 268-1)       | 218 321-7              | DB                     | verkehrsrot                                    | zerlegt               | zerlegt 11.07.2005 Steil, Ehrang |
| 2. Serie | 218 269-9                         | 218 269-9              | DB                     | verkehrsrot                                    | zerlegt               | zerlegt 15.08.2008 Steil, K-Deutz |
| 2. Serie | 218 270-7                         | 218 270-7              | DB                     | orientrot                                      | zerlegt               | zerlegt xx.xx.2007 TSR, Magdeburg |
| 2. Serie | 218 271-5                         | 218 271-5              | DB                     | verkehrsrot                                    | zerlegt               | zerlegt 15.07.2013 Scholz, Espenhain |
| 2. Serie | 218 272-3                         | 218 272-3              | AIX                    | verkehrsrot                                    | nicht betriebsfähig   | AIXrail GmbH, in Revision |
| 2. Serie | 218 273-1                         | 218 273-1              | DB                     | verkehrsrot                                    | zerlegt               | zerlegt xx.04.2012 Scholz, Espenhain |
| 2. Serie | 218 274-9                         | 218 274-9              | DB                     | verkehrsrot                                    | zerlegt               | zerlegt xx.07.2004 TSR, Magdeburg |
| 2. Serie | 218 275-6                         | 218 275-6              | DB                     | verkehrsrot                                    | zerlegt               | zerlegt 25.05.2012 Scholz, Espenhain |
| 2. Serie | 218 276-4                         | 218 276-4              | DB                     | verkehrsrot                                    | zerlegt               | zerlegt 07.08.2008 Steil, K-Deutz |
| 2. Serie | 218 277-2                         | 218 277-2              | ENON                   | orientrot                                      | zerlegt               | zerlegt 19.04.2021 Mukran (durch Ziems Recycling Malchow GmbH, Malchow) |
| 2. Serie | 218 278-0                         | 218 278-0              | DB                     | verkehrsrot                                    | zerlegt               | zerlegt xx.xx.2011 TSR, Magdeburg |
| 2. Serie | 218 279-8                         | 218 279-8              | DB                     | orientrot                                      | zerlegt               | zerlegt 08.11.2005 TSR, Magdeburg |
| 2. Serie | 218 280-6                         | 218 280-6              | DB                     | orientrot                                      | zerlegt               | zerlegt 10.11.2005 TSR, Magdeburg |
| 2. Serie | 218 281-4                         | 218 281-4              | DB                     | orientrot                                      | zerlegt               | zerlegt 07.11.2005 TSR, Magdeburg |
| 2. Serie | 218 282-2                         | 218 282-2              | DB                     | verkehrsrot                                    | zerlegt               | zerlegt 10.03.2006 Steil, K-Deutz |
| 2. Serie | 218 283-0                         | 218 283-0              | DB                     | verkehrsrot                                    | zerlegt               | zerlegt 12.08.2007 Steil, K-Deutz |
| 2. Serie | 218 284-8                         | 218 284-8              | DB                     | orientrot                                      | zerlegt               | zerlegt xx.03.2010 Steil, K-Deutz |
| 2. Serie | 218 285-5                         | 218 285-5              | DB                     | orientrot                                      | zerlegt               | zerlegt (30.06./01.07.2003) Schrozberg (Unfall am 11.06.2003 bei Schrozberg mit 628 285-9) |
| 2. Serie | 218 286-3                         | 218 286-3              | DB                     | orientrot                                      | zerlegt               | ehem. Versuchslack, zerlegt xx.xx.2012 Scholz, Espenhain |
| 2. Serie | 218 287-1                         | 218 287-1              | DB                     | goldgelb                                       | nicht betriebsfähig   | Ersatzteilspender, abgestellt Gleisbauhof Augsburg |
| 2. Serie | 218 288-9                         | 218 288-9              | DB                     | verkehrsrot                                    | zerlegt               | zerlegt 05.03.2010 Steil, K-Deutz |
| 2. Serie | 218 289-7                         | 218 289-7              | DB                     | verkehrsrot                                    | zerlegt               | zerlegt xx.03.2006 Steil, Ehrang |
| 2. Serie | 218 290-5                         | 218 290-5              | DB                     | verkehrsrot                                    | zerlegt               | zerlegt xx.08.2007 Steil, K-Deutz |
| 2. Serie | 218 291-3                         | 218 291-3              | DB                     | verkehrsrot                                    | zerlegt               | zerlegt xx.xx.2011 TSR, Magdeburg |
| 2. Serie | 218 292-1                         | 218 292-1              | DB                     | verkehrsrot                                    | zerlegt               | zerlegt 12.04.2012 Scholz, Espenhain |
| 2. Serie | 218 293-9                         | 218 293-9              | DB                     | verkehrsrot                                    | zerlegt               | zerlegt 24.07.2006 Steil, Ehrang |
| 2. Serie | 218 294-7                         | 218 294-7              | DB                     | verkehrsrot                                    | zerlegt               | zerlegt 20.03.2006 Steil, Ehrang |
| 2. Serie | 218 295-4                         | 218 295-4              | DB                     | verkehrsrot                                    | zerlegt               | zerlegt 14.03.2006 Steil, Ehrang |
| 2. Serie | 218 296-2                         | 218 296-2              | DB                     | verkehrsrot                                    | zerlegt               | zerlegt 15.03.2006 Steil, Ehrang |
| 2. Serie | 218 297-0                         | 218 297-0              | DB                     | verkehrsrot                                    | zerlegt               | zerlegt xx.01.2012 TSR, Magdeburg |
| 2. Serie | 218 298-8                         | 218 298-8              | DB                     | verkehrsrot                                    | zerlegt               | zerlegt xx.01.2012 TSR, Magdeburg |
| 3. Serie | 218 299-6                         | 218 299-6              | DB                     | verkehrsrot                                    | zerlegt               | zerlegt xx.01.2012 TSR, Magdeburg |
| 3. Serie | 218 300-2                         | 218 300-2              | DB                     | verkehrsrot                                    | zerlegt               | zerlegt xx.11.2006 TSR, Magdeburg |
| 3. Serie | 218 301-0                         | 218 301-0              | DB                     | verkehrsrot                                    | zerlegt               | zerlegt 01.12.2005 Steil, Ehrang |
| 3. Serie | 218 302-8                         | 218 302-8              | DB                     | verkehrsrot                                    | zerlegt               | zerlegt 10.11.2006 Steil, K-Deutz |
| 3. Serie | 218 837-3 (ehem. 218 303-6)       | 218 837-3              | DB                     | verkehrsrot                                    | betriebsfähig         | |
| 3. Serie | 218 304-4                         | 218 304-4              | DB                     | goldgelb                                       | betriebsfähig         | DB Bahnbau Gruppe GmbH (Lok 41) |
| 3. Serie | 218 830-8 (ehem. 218 305-1)       | 218 830-8              | DB                     | verkehrsrot                                    | betriebsfähig         | |
| 3. Serie | 218 306-9                         | 218 306-9              | DB                     | orientrot                                      | zerlegt               | zerlegt 10.04.2006 Steil, Ehrang |
| 3. Serie | 218 307-7                         | 218 307-7              | DB                     | verkehrsrot                                    | betriebsfähig         | |
| 3. Serie | 218 308-5                         | 218 308-5              | HEROS                  | Heros-Lackierung                               | betriebsfähig         | Seit Januar 2023 vermietet an Lokdienste Braun |
| 3. Serie | 218 309-3                         | 218 309-3              | DB                     | verkehrsrot                                    | zerlegt               | zerlegt 30.11.2007 DB Museum, Nürnberg (bei Brand im DB Museum Nürnberg am 17.10.2005 ausgebrannt)                                                                                                  |
| 3. Serie | 218 310-1                         | 218 310-1              | DB                     | verkehrsrot                                    | zerlegt               | zerlegt 20.07.2006 Steil, Ehrang |
| 3. Serie | 218 311-9                         | 218 311-9              | DB                     | verkehrsrot                                    | zerlegt               | zerlegt 21.01.2019 Bender, Opladen |
| 3. Serie | 218 312-7                         | 218 312-7              | DB                     | verkehrsrot                                    | zerlegt               | zerlegt 10.08.2010 Scholz, Espenhain |
| 3. Serie | 218 313-5                         | 218 313-5              | DB                     | verkehrsrot                                    | nicht betriebsfähig   | abgestellt SSM Leipzig-Engelsdorf |
| 3. Serie | 218 314-3                         | 218 314-3              | DB                     | verkehrsrot                                    | zerlegt               | abgestellt AW Cottbus, Ersatzteilspender Verschrottet im Mai 2024 im Werk Cottbus |
| 3. Serie | 218 315-0                         | 218 315-0              | DB                     | ozeanblau/elfenbein                            | betriebsfähig         | |
| 3. Serie | 218 316-8                         | 218 316-8              | DB                     | verkehrsrot                                    | zerlegt               | zerlegt xx.10.2007 Steil, K-Deutz |
| 3. Serie | 218 839-9 (ehem. 218 317-6)       | 218 839-9              | DB                     | verkehrsrot                                    | betriebsfähig         | |
| 3. Serie | 218 318-4                         | 218 318-4              | DB                     | orientrot                                      | zerlegt               | zerlegt 11.10.2005 Steil, Ehrang |
| 3. Serie | 218 319-2                         | 218 319-2              | RPRS                   | orientrot                                      | betriebsfähig         | |
| 3. Serie | 218 320-0                         | 218 320-0              | DB                     | ozeanblau/elfenbein                            | zerlegt               | zerlegt xx.05.2012 TSR, Magdeburg |
| 3. Serie | 218 321-8                         | 218 321-8              | DB                     | verkehrsrot                                    | betriebsfähig         | |
| 3. Serie | 218 322-6                         | 218 322-6              | DB                     | verkehrsrot                                    | betriebsfähig         | |
| 3. Serie | 218 323-4                         | 218 323-4              | DB                     | verkehrsrot                                    | zerlegt               | zerlegt xx.07.2017 AW Bremen-Sebaldsbrück |
| 3. Serie | 218 324-2                         | 218 324-2              | DB                     | verkehrsrot                                    | zerlegt               | zerlegt xx.04.2014 Scholz, Espenhain |
| 3. Serie | 218 325-9                         | 218 325-9              | DB                     | orientrot                                      | zerlegt               | zerlegt xx.xx.2007 TSR, Magdeburg |
| 3. Serie | 218 326-7                         | 218 326-7              | DB                     | verkehrsrot                                    | zerlegt               | zerlegt 28.10.2021 Ulm |
| 3. Serie | 218 327-5                         | 218 327-5              | DB                     | orientrot                                      | zerlegt               | zerlegt xx.11.2008 TSR, Magdeburg |
| 3. Serie | 218 328-3                         | 218 328-3              | DB                     | orientrot                                      | zerlegt               | zerlegt xx.xx.2008 TSR, Magdeburg |
| 3. Serie | 218 329-1                         | 218 329-1              | DB                     | verkehrsrot                                    | nicht betriebsfähig   | Motor CAT3516B HD, abgestellt AW Cottbus, Ersatzteilspender |
| 3. Serie | 218 330-9                         | 218 330-9 „Konrad“     | DB                     | ozeanblau/elfenbein                            | betriebsfähig         | Motor CAT3516B HD |
| 3. Serie | 218 331-7                         | 218 331-7              | DB                     | verkehrsrot                                    | zerlegt               | zerlegt xx.11.2006 Steil, K-Deutz |
| 3. Serie | 218 332-5                         | 218 332-5              | DB                     | verkehrsrot                                    | zerlegt               | zerlegt xx.xx.200x TSR, Magdeburg |
| 3. Serie | 218 333-3                         | 218 333-3              | PRESS                  | ozeanblau/elfenbein                            | betriebsfähig         | |
| 3. Serie | 218 334-1                         | 218 334-1              | DB                     | orientrot                                      | zerlegt               | zerlegt xx.04.2017 AW Bremen-Sebaldsbrück |
| 3. Serie | 218 335-8                         | 218 335-8              | DB                     | verkehrsrot                                    | zerlegt               | zerlegt xx.xx.2007 TSR, Magdeburg |
| 3. Serie | 218 336-6                         | 218 336-6              | DB                     | verkehrsrot                                    | zerlegt               | zerlegt xx.xx.2007 TSR, Magdeburg |
| 3. Serie | 218 337-4                         | 218 337-4              | DB                     | verkehrsrot                                    | zerlegt               | zerlegt 30.11.2005 TSR, Magdeburg |
| 3. Serie | 218 338-2                         | 218 338-2              | DB                     | verkehrsrot                                    | nicht betriebsfähig   | letzte 218 mit Pielstick-Motor, Bestand DB Regio AG, Dauerleihgabe an Historische Eisenbahnfahrzeuge Lübeck e. V.                                                                                   |
| 3. Serie | 218 339-0                         | 218 339-0              | DB                     | verkehrsrot                                    | zerlegt               | zerlegt xx.02.2017 AW Bremen-Sebaldsbrück |
| 3. Serie | 218 340-8                         | 218 340-8              | RTTS                   | verkehrsrot                                    | nicht betriebsfähig   | 2018 an RailTransport-Stift s.r.o., Šluknov [CZ] |
| 3. Serie | 218 341-6                         | 218 341-6              | DB                     | lichtgrau/verkehrsrot                          | betriebsfähig         | IC-Design |
| 3. Serie | 218 342-4                         | 218 342-4              | VOLL                   | verkehrsrot                                    | nicht betriebsfähig   | abgestellt im Eisenbahnmuseum Dieringhausen |
| 3. Serie | 218 343-2                         | 218 343-2              | ESLNL                  | blau                                           | betriebsfähig         | |
| 3. Serie | 218 344-0                         | 218 344-0              | DB                     | verkehrsrot                                    | betriebsfähig         | |
| 3. Serie | 218 345-7                         | 218 345-7              | DB                     | verkehrsrot                                    | betriebsfähig         | |
| 3. Serie | 218 346-5                         | 218 346-5              | DB                     | verkehrsrot                                    | nicht betriebsfähig   | abgestellt AW Bremen, ? |
| 3. Serie | 218 347-3                         | 218 347-3              | DB                     | verkehrsrot                                    | zerlegt               | zerlegt xx.10.2015 Steil, Eschweiler-Aue |
| 3. Serie | 218 348-1                         | 218 348-1              | SEL                    | purpurrot                                      | nicht betriebsfähig   | Schlünß Eisenbahn Logistik, ehem. Freunde Historischer Eisenbahn Mühldorf e. V., Mühldorf, ehem. Ersatzteilspender, abgestellt SSM Leipzig-Engelsdorf                                               |
| 3. Serie | 218 349-9                         | 218 349-9              | DB                     | verkehrsrot                                    | zerlegt               | zerlegt 17.08.2015 Steil, Eschweiler-Aue |
| 3. Serie | 218 350-7                         | 218 350-7              | DB                     | verkehrsrot                                    | nicht betriebsfähig   | abgestellt AW Bremen, ? |
| 3. Serie | 218 351-5                         | 218 351-5              | DB                     | verkehrsrot                                    | nicht betriebsfähig   | Ersatzteilspender, abgestellt Ulm |
| 3. Serie | 218 352-3                         | 218 352-3              | DB                     | verkehrsrot                                    | zerlegt               | zerlegt xx.09.2008 Steil, K-Deutz |
| 3. Serie | 218 353-1                         | 218 353-1              | DB                     | orientrot                                      | zerlegt               | zerlegt 18.08.2015 Steil, Eschweiler-Aue |
| 3. Serie | 218 354-9                         | 218 354-9              | DB                     | verkehrsrot                                    | zerlegt               | zerlegt xx.01.2012 TSR, Magdeburg |
| 3. Serie | 218 355-6                         | 218 355-6              | DB                     | verkehrsrot                                    | zerlegt               | zerlegt xx.10.2015 Steil, Eschweiler-Aue |
| 3. Serie | 218 356-4                         | 218 356-4              | RPRS                   | verkehrsrot                                    | nicht betriebsfähig   | Brand am 14. April 2014 in München Süd, Ersatzteilspender Railsystems RP, abgestellt WISAG Brieske                                                                                                  |
| 3. Serie | 218 832-4 (ehem. 218 357-2)       | 218 832-4              | DB                     | verkehrsrot                                    | betriebsfähig         | |
| 3. Serie | 218 358-0                         | 218 358-0              | DB                     | verkehrsrot                                    | zerlegt               | zerlegt xx.01.2012 TSR, Magdeburg |
| 3. Serie | 218 359-8                         | 218 359-8              | DB                     | verkehrsrot                                    | nicht betriebsfähig   | abgestellt SSM Leipzig-Engelsdorf |
| 3. Serie | 218 360-6                         | 218 360-6              | DB                     | verkehrsrot                                    | zerlegt               | zerlegt xx.xx.2013 Scholz, Espenhain |
| 3. Serie | 218 361-4                         | 218 361-4              | DB                     | verkehrsrot                                    | zerlegt               | zerlegt xx.02.2010 Steil, K-Deutz |
| 3. Serie | 218 362-2                         | 218 362-2              | DB                     | verkehrsrot                                    | nicht betriebsfähig   | abgestellt SSM Leipzig-Engelsdorf |
| 3. Serie | 218 363-0                         | 218 363-0              | DB                     | verkehrsrot                                    | nicht betriebsfähig   | abgestellt SSM Leipzig-Engelsdorf |
| 3. Serie | 218 364-8                         | 218 364-8              | DB                     | verkehrsrot                                    | zerlegt               | zerlegt 18.01.2019 Bender, Opladen |
| 3. Serie | 218 365-5                         | 218 365-5              | DB                     | verkehrsrot                                    | zerlegt               | zerlegt xx.11.2011 TSR, Magdeburg |
| 3. Serie | 218 366-3                         | 218 366-3              | DB                     | verkehrsrot                                    | betriebsfähig         | |
| 3. Serie | 218 834-0 (ehem. 218 367-1)       | 218 834-0              | DB                     | verkehrsrot                                    | betriebsfähig         | |
| 3. Serie | 218 368-9                         | 218 368-9              | DB                     | verkehrsrot                                    | zerlegt               | zerlegt 11.10.2005 Steil, Ehrang |
| 3. Serie | 218 369-7                         | 218 369-7              | DB                     | verkehrsrot                                    | betriebsfähig         | |
| 3. Serie | 218 835-7 (ehem. 218 370-5)       | 218 835-7              | DB                     | verkehrsrot                                    | betriebsfähig         | |
| 3. Serie | 218 371-3                         | 218 371-3              | RPRS                   | verkehrsrot                                    | nicht betriebsfähig   | am 3. Juli 2020 an Railsystems RP als Ersatzteilspender verkauft |
| 3. Serie | 218 372-1                         | 218 372-1              | DB                     | verkehrsrot                                    | nicht betriebsfähig   | abgestellt SSM Leipzig-Engelsdorf |
| 3. Serie | 218 838-1 (ehem. 218 373-9)       | 218 838-1              | DB                     | purpurrot                                      | betriebsfähig         | |
| 3. Serie | 218 374-7                         | 218 374-7              | DB                     | verkehrsrot                                    | zerlegt               | zerlegt xx.02.2013 Scholz, Espenhain |
| 3. Serie | 218 375-4                         | 218 375-4              | DB                     | verkehrsrot                                    | zerlegt               | zerlegt 24.03.2004 Lübeck Gbf (Unfall am 02.11.2002 bei Pansdorf) |
| 3. Serie | 218 376-2                         | 218 376-2              | RPRS                   | orientrot                                      | betriebsfähig         | |
| 3. Serie | 218 377-0                         | 218 377-0              | DB                     | verkehrsrot                                    |                       | seit 2005 abgestellt |
| 3. Serie | 218 378-8                         | 218 378-8              | DB                     | verkehrsrot                                    | zerlegt               | zerlegt xx.02.2010 Steil, Eschweiler-Aue |
| 3. Serie | 218 379-6                         | 218 379-6              | DB                     | verkehrsrot                                    | betriebsfähig         | letzte DB-218 mit Gummifenstern |
| 3. Serie | 218 380-4                         | 218 380-4              | DB                     | verkehrsrot                                    | betriebsfähig         | |
| 3. Serie | 218 381-2                         | 218 381-2              | RPRS                   | ozeanblau/elfenbein + ozeanblaues Dach         | betriebsfähig         | |
| 3. Serie | 218 382-0                         | 218 382-0              | DB                     | verkehrsrot                                    | zerlegt               | zerlegt 12.08.2010 Scholz, Espenhain |
| 3. Serie | 218 833-2 (ehem. 218 383-8)       | 218 833-2              | DB                     | verkehrsrot                                    | betriebsfähig         | |
| 3. Serie | 218 384-6                         | 218 384-6              | DB                     | verkehrsrot                                    | zerlegt               | zerlegt xx.xx.2007 TSR, Magdeburg |
| 3. Serie | 218 385-3                         | 218 385-3              | DB                     | verkehrsrot                                    | betriebsfähig         | |
| 3. Serie | 218 386-1                         | 218 386-1              | AIX                    | verkehrsrot                                    | nicht betriebsfähig   | Ersatzteilspender AIXrail GmbH |
| 3. Serie | 218 387-9                         | 218 387-9              | DB                     | purpurrot                                      | nicht betriebsfähig   | Ersatzteilspender, abgestellt SSM Leipzig-Engelsdorf |
| 3. Serie | 218 836-5 (ehem. 218 388-7)       | 218 836-5              | DB                     | verkehrsrot                                    | betriebsfähig         | |
| 3. Serie | 218 389-5                         | 218 389-5              | DB                     | verkehrsrot                                    | betriebsfähig         | |
| 3. Serie | 218 390-3                         | 218 390-3              | DB                     | verkehrsrot                                    | betriebsfähig         | 2020 von MEG an DB Fernverkehr verkauft (Einsatz ab Niebüll) |
| 3. Serie | 218 391-1                         | 218 391-1              | DB                     | goldgelb                                       | betriebsfähig         | DB Bahnbau Gruppe GmbH (Lok 41) |
| 3. Serie | 218 392-9                         | 218 392-9              | DB                     | goldgelb                                       | betriebsfähig         | Zusatzscheinwerfer |
| 3. Serie | 218 393-7                         | 218 393-7              | DB                     | verkehrsrot                                    | nicht betriebsfähig   | seit 18.01.2010 abgestellt |
| 3. Serie | 218 831-6 (ehem. 218 394-5)       | 218 831-6              | DB                     | verkehrsrot                                    | betriebsfähig         | |
| 3. Serie | 218 395-2                         | 218 395-2              | DB                     | verkehrsrot                                    | zerlegt               | zerlegt xx.11.2011 TSR, Magdeburg |
| 3. Serie | 218 396-0                         | 218 396-0              | BEG                    | grün/elfenbein                                 | betriebsfähig         | |
| 3. Serie | 218 397-8                         | 218 397-8              | DB                     | verkehrsrot                                    | betriebsfähig         | |
| 3. Serie | 218 398-6                         | 218 398-6              | DB                     | verkehrsrot                                    | zerlegt               | zerlegt 16.08.2010 Scholz, Espenhain |
| 3. Serie | 218 399-4 (ehem. 215 112-4)       | 218 399-4              | Kübler Heavy Rail      | grün                                           | betriebsfähig         | 215 112 wurde nach einem Unfall am 27. November 1973 bei Horb als 218 399 wiederaufgebaut. |
| 4. Serie | 218 400-0                         | 218 400-0              | RPRS                   | verkehrsrot                                    | nicht betriebsfähig   | 2017 von DB Regio an Railsystems RP als Ersatzteilspender verkauft |
| 4. Serie | 218 401-8                         | 218 401-8              | DB                     | verkehrsrot                                    | betriebsfähig         | |
| 4. Serie | 218 402-6                         | 218 402-6              | RPRS                   | orientrot                                      | betriebsfähig         | |
| 4. Serie | 218 403-4                         | 218 403-4              | DB                     | verkehrsrot                                    | betriebsfähig         | |
| 4. Serie | 218 404-2                         | 218 404-2              | DB                     | verkehrsrot                                    | betriebsfähig         | |
| 4. Serie | 218 405-9                         | 218 405-9              | DB                     | verkehrsrot                                    | nicht betriebsfähig   | abgestellt SSM Leipzig-Engelsdorf |
| 4. Serie | 218 406-7                         | 218 406-7 „Guste“      | DB                     | orientrot                                      | betriebsfähig         | |
| 4. Serie | 218 407-5                         | 218 407-5              | RIS                    | verkehrsrot                                    | nicht betriebsfähig   | 2019 von DB Regio an Regio Infra Service Sachsen GmbH als Ersatzteilspender verkauft, abgestellt Berthelsdorf                                                                                       |
| 4. Serie | 218 408-3                         | 218 408-3              | ENON                   | verkehrsrot                                    | nicht betriebsfähig   | Ersatzteilspender ENON Gesellschaft mbH, abgestellt Wittenberge |
| 4. Serie | 218 409-1                         | 218 409-1              | DB                     | verkehrsrot                                    | betriebsfähig         | |
| 4. Serie | 218 410-9                         | 218 410-9              | PRESS                  | verkehrsrot                                    | nicht betriebsfähig   | Ersatzteilspender, abgestellt Espenhain |
| 4. Serie | 218 411-7                         | 218 411-7              | DB                     | verkehrsrot                                    | betriebsfähig         | |
| 4. Serie | 218 412-5                         | 218 058-9              | PRESS                  | blau                                           | betriebsfähig         | |
| 4. Serie | 218 413-3                         | 218 413-3              | DB                     | verkehrsrot                                    | nicht betriebsfähig   | abgestellt SSM Leipzig-Engelsdorf |
| 4. Serie | 218 414-1                         | 218 414-1              | DB                     | verkehrsrot                                    | betriebsfähig         | |
| 4. Serie | 218 415-8                         | 218 415-8              | DB                     | verkehrsrot                                    | betriebsfähig         | |
| 4. Serie | 218 416-6                         | 218 416-6              | DB                     | verkehrsrot                                    | betriebsfähig         | |
| 4. Serie | 218 417-4                         | 218 417-4              | DB                     | verkehrsrot                                    | betriebsfähig         | |
| 4. Serie | 218 418-2                         | 218 418-2              | DB                     | verkehrsrot                                    | betriebsfähig         | |
| 4. Serie | 218 419-0                         | 218 419-0              | DB                     | verkehrsrot                                    | betriebsfähig         | |
| 4. Serie | 218 420-8                         | 218 420-8              | DB                     | verkehrsrot                                    | nicht betriebsfähig   | abgestellt SSM Leipzig-Engelsdorf |
| 4. Serie | 218 421-6                         | 218 421-6              | DB                     | verkehrsrot                                    | nicht betriebsfähig   | abgestellt Mühldorf (Oberbayern) |
| 4. Serie | 218 422-4                         | 218 422-4              | DB                     | verkehrsrot                                    | betriebsfähig         | |
| 4. Serie | 218 423-2                         | 218 423-2              | DB                     | verkehrsrot                                    | betriebsfähig         | |
| 4. Serie | 218 424-0                         | 218 424-0              | DB                     | verkehrsrot                                    | betriebsfähig         | |
| 4. Serie | 218 425-7                         | 218 425-7              | DB                     | verkehrsrot                                    | betriebsfähig         | |
| 4. Serie | 218 426-5                         | 218 426-5              | DB                     | verkehrsrot                                    | betriebsfähig         | |
| 4. Serie | 218 427-3                         | 218 427-3              | DB                     | verkehrsrot                                    | zerlegt               | zerlegt 30.01.2025 Bender, Opladen |
| 4. Serie | 218 428-1                         | 218 428-1              | DB                     | verkehrsrot                                    | betriebsfähig         | |
| 4. Serie | 218 429-9                         | 218 429-9              | DB                     | verkehrsrot                                    | betriebsfähig         | |
| 4. Serie | 218 430-7                         | 218 430-7              | DB                     | verkehrsrot                                    | betriebsfähig         | |
| 4. Serie | 218 431-5                         | 218 431-5              | DB                     | verkehrsrot                                    | betriebsfähig         | |
| 4. Serie | 218 432-3                         | 218 432-3              | DB                     | verkehrsrot                                    | betriebsfähig         | |
| 4. Serie | 218 433-1                         | 218 433-1              | DB                     | verkehrsrot                                    | betriebsfähig         | |
| 4. Serie | 218 434-9                         | 218 434-9              | DB                     | verkehrsrot                                    | betriebsfähig         | |
| 4. Serie | 218 435-6                         | 218 435-6              | DB                     | verkehrsrot                                    | betriebsfähig         | DB Bahnbau Karlsruhe seit 01.03.2025 |
| 4. Serie | 218 436-4                         | 218 436-4              | DB                     | verkehrsrot                                    | betriebsfähig         | |
| 4. Serie | 218 437-2                         | 218 437-2              | DB                     | verkehrsrot                                    | zerlegt               | zerlegt xx.04.2014 Scholz, Espenhain |
| 4. Serie | 218 438-0                         | 218 438-0              | DB                     | verkehrsrot                                    | betriebsfähig         | |
| 4. Serie | 218 439-8                         | 218 439-8              | RPRS                   | verkehrsrot                                    | nicht betriebsfähig   | 2019 von DB Regio an Railsystems RP verkauft, abgestellt WISAG Brieske |
| 4. Serie | 218 440-6                         | 218 440-6              | DB                     | verkehrsrot                                    | zerlegt               | zerlegt 29.05.2019 Bender, Opladen |
| 4. Serie | 218 441-4 (Erstbesetzung)         | 218 500-7              | DB                     | verkehrsrot                                    | nicht betriebsfähig   | Unfall am 18. Februar 1999 in Immenstadt, Führerstand 1, umgebaut mit DB-Einheitsführerstand, ist Denkmal im DB Museum Koblenz-Lützel mit Aufschrift „218 500-7“ (Vormals ausgestellt im AW Bremen) |
| 4. Serie | 218 442-2                         | 218 442-2              | DB                     | verkehrsrot                                    | nicht betriebsfähig   | abgestellt SSM Leipzig-Engelsdorf |
| 4. Serie | 218 443-0                         | 218 443-0 „Donna“      | DB                     | „Touristik-Lackierung“                         | betriebsfähig         | Mietpool DB Gebrauchtzug |
| 4. Serie | 218 444-8                         | 218 444-8              | PRESS                  | verkehrsrot                                    | nicht betriebsfähig   | 2018 an Eisenbahn-Bau- und Betriebsgesellschaft Pressnitztalbahn verkauft |
| 4. Serie | 218 445-5                         | 218 445-5              | FLEX                   | verkehrsrot                                    | nicht betriebsfähig   | verkauft an Flex Bahndienstleistungen GmbH, Leipzig, abgestellt bei WLE |
| 4. Serie | 218 446-3                         | 218 446-3 „Meike“      | DB                     | ozeanblau/elfenbein                            | betriebsfähig         | |
| 4. Serie | 218 447-1                         | 218 447-1              | RPRS                   | ozeanblau/elfenbein                            | betriebsfähig         | |
| 4. Serie | 218 448-9                         | 218 054-3              | PRESS                  | blau                                           | betriebsfähig         | |
| 4. Serie | 218 449-7                         | 218 449-7              | DB                     | goldgelb                                       | betriebsfähig         | DB Bahnbau Gruppe GmbH (Lok 36) |
| 4. Serie | 218 450-5                         | 218 450-5              | BEG                    | verkehrsrot                                    | betriebsfähig         | |
| 4. Serie | 218 451-3                         | 218 451-3              | LWB                    | verkehrsrot                                    | betriebsfähig         | |
| 4. Serie | 218 452-1                         | 218 452-1              | DB                     | verkehrsrot                                    | betriebsfähig         | |
| 4. Serie | 218 453-9                         | 218 453-9              | DB                     | verkehrsrot                                    | betriebsfähig         | |
| 4. Serie | 218 454-7                         | 218 056-1              | PRESS                  | blau                                           | betriebsfähig         | |
| 4. Serie | 218 455-4                         | 218 455-4              | JH                     | purpurrot                                      | betriebsfähig         | |
| 4. Serie | 218 456-2                         | 218 456-2              | DB                     | verkehrsrot                                    | nicht betriebsfähig   | abgestellt in Ulm seit März 2023 |
| 4. Serie | 218 457-0                         | 218 457-0              | AIX                    | AIX-Lackierung                                 | betriebsfähig         | AIXRail GmbH |
| 4. Serie | 218 458-8                         | 218 055-2              | PRESS                  | blau                                           | betriebsfähig         | |
| 4. Serie | 218 459-6                         | 218 459-6              | DB                     | verkehrsrot                                    |                       | seit dem 05.03.2014 im ssm Hamm abgestellt |
| 4. Serie | 218 460-4                         | 218 460-4 „Conny“      | DB                     | ozeanblau/elfenbein                            | betriebsfähig         | |
| 4. Serie | 218 461-2                         | 218 461-2              | AIX                    | AIX-Lackierung                                 | betriebsfähig         | |
| 4. Serie | 218 462-0                         | 218 057-0              | PRESS                  | blau                                           | betriebsfähig         | |
| 4. Serie | 218 463-8                         | 218 463-8              | DB                     | verkehrsrot                                    | betriebsfähig         | |
| 4. Serie | 218 464-6                         | 218 464-6              | DB                     | verkehrsrot                                    | nicht betriebsfähig   | Ersatzteilspender, abgestellt Ulm |
| 4. Serie | 218 465-3                         | 218 465-3              | DB                     | verkehrsrot                                    | betriebsfähig         | |
| 4. Serie | 218 466-1                         | 218 466-1              | RPRS                   | ozeanblau/elfenbein                            | betriebsfähig         | |
| 4. Serie | 218 467-9                         | 218 467-9              | VIS                    | blau/grau                                      | betriebsfähig         | |
| 4. Serie | 218 468-7                         | 218 468-7              | RIS                    | RIS-Lackierung                                 | betriebsfähig         | |
| 4. Serie | 218 469-5                         | 218 469-5 „Betty Boom“ | RPRS                   | ozeanblau/elfenbein                            | betriebsfähig         | mit Aufschrift „Betty Boom“, 2025 von verkehrsrot auf ozeanblau/elfenbein umlackiert |
| 4. Serie | 218 470-3                         | 218 470-3              | DB                     | verkehrsrot                                    | betriebsfähig         | |
| 4. Serie | 218 471-1                         | 218 471-1              | DB                     | goldgelb                                       | betriebsfähig         | |
| 4. Serie | 218 472-9                         | 218 472-9              | POWER                  | ozeanblau/elfenbein                            | betriebsfähig         | |
| 4. Serie | 218 473-7                         | 218 473-7              | DB                     | verkehrsrot                                    | zerlegt               | zerlegt 30.01.2025 Bender, Opladen |
| 4. Serie | 218 474-5                         | 218 474-5              | TFT                    | orientrot                                      | nicht betriebsfähig   | |
| 4. Serie | 218 475-2                         | 218 475-2              | DB                     | verkehrsrot                                    | zerlegt               | zerlegt 1x.12.2013 Steil, Ehrang |
| 4. Serie | 218 476-0                         | 218 476-0              | BKE                    | ozeanblau/elfenbein                            | betriebsfähig         | |
| 4. Serie | 218 477-8                         | 218 477-8              | DB                     | goldgelb                                       | betriebsfähig         | Zusatzscheinwerfer |
| 4. Serie | 218 478-6                         | 218 478-6              | DB                     | verkehrsrot                                    | zerlegt               | zerlegt xx.04.2014 Scholz, Espenhain |
| 4. Serie | 218 479-4                         | 218 479-4              | DB                     | verkehrsrot                                    | zerlegt               | zerlegt xx.09.2013 Scholz, Espenhain |
| 4. Serie | 218 480-2                         | 218 480-2              | RPRS                   | ozeanblau/elfenbein                            | betriebsfähig         | |
| 4. Serie | 218 481-0                         | 218 481-0              | DB                     | verkehrsrot                                    | betriebsfähig         | |
| 4. Serie | 218 482-8                         | 218 482-8              | DB                     | verkehrsrot                                    | zerlegt               | zerlegt xx.xx.201x AW Bremen |
| 4. Serie | 218 483-6                         | 218 483-6              | DB                     | verkehrsrot                                    | betriebsfähig         | |
| 4. Serie | 218 484-4                         | 218 484-4              | DB                     | verkehrsrot                                    | betriebsfähig         | |
| 4. Serie | 218 485-1                         | 218 485-1              | AIX                    | AIX-Lackierung                                 | betriebsfähig         | |
| 4. Serie | 218 486-9                         | 218 486-9              | DB                     | verkehrsrot                                    | betriebsfähig         | |
| 4. Serie | 218 487-7                         | 218 487-7              | AIX                    | AIX-Lackierung                                 | betriebsfähig         | verkauft 2022 an AIXrail GmbH |
| 4. Serie | 218 488-5                         | 218 488-5              | RPRS                   | ozeanblau/elfenbein                            | betriebsfähig         | |
| 4. Serie | 218 489-3                         | 218 489-3              | RPRS                   | ozeanblau/elfenbein                            | betriebsfähig         | |
| 4. Serie | 218 490-1                         | 218 490-1              | RPRS                   | ozeanblau/elfenbein                            | betriebsfähig         | |
| 4. Serie | 218 491-9                         | 218 491-9              | DB                     | verkehrsrot                                    | betriebsfähig         | |
| 4. Serie | 218 492-7                         | 218 492-7              | RSBG                   | bordeauxrot                                    | betriebsfähig         | |
| 4. Serie | 218 493-5                         | 218 493-5              | AIX                    | AIX-Lackierung                                 | betriebsfähig         | verkauft 2022 an AIXrail GmbH, (seit Dez. 2023) |
| 4. Serie | 218 494-3                         | 218 494-3              | DB                     | verkehrsrot                                    | betriebsfähig         | |
| 4. Serie | 218 495-0                         | 218 495-0              | DB                     | verkehrsrot                                    | betriebsfähig         | |
| 4. Serie | 218 496-8                         | 218 496-8              | DB                     | verkehrsrot                                    | nicht betriebsfähig   | abgestellt AW Cottbus, Ersatzteilspender |
| 4. Serie | 218 497-6                         | 218 497-6              | DB                     | DB FZI-Lackierung                              | betriebsfähig         | |
| 4. Serie | 218 498-4                         | 218 498-4              | DB                     | verkehrsrot                                    | betriebsfähig         | |
| 4. Serie | 218 499-2                         | 218 499-2              | DB                     | verkehrsrot                                    | betriebsfähig         | Abschiedsfahrt am 18. Mai 2019 wegen Fristablauf, aufgrund von Lokmangel bei DB Fernverkehr wurde eine erneute Hauptuntersuchung durchgeführt                                                       |
| 4. Serie | 218 500-7                         | 218 500-7              | DB                     | verkehrsrot                                    | war nie betriebsfähig | Besteht nur aus einem Führerstand. Abgestellt im DB-Museum Lützel. |